# Ford P7
Der Ford P7 war ein Automobil der oberen Mittelklasse der Ford-Werke Köln mit V4- oder V6-Motoren und Hinterradantrieb, das als Ford 17M, 20M und 26M auf den Markt kam. Der Name bedeutet Projekt 7 (d. h. die siebte neue Pkw-Konstruktion von Ford nach Ende des Zweiten Weltkriegs).
Von August 1967 bis Dezember 1971 wurden in den Ford-Werken in Köln-Niehl und Genk (Belgien) 567.482 Einheiten produziert.
Die Modelle 20M und 26M wurden im Frühjahr 1972 vom Ford Granada abgelöst, während der mit dem Granada baugleiche Nachfolger des Ford 17M Ford Consul hieß.
Mit dem P7 endete bei Ford Köln die interne Bezeichnung „Projekt“ bei den Pkw.

## Modellgeschichte

### Allgemeines
Im August 1967 wurden der Ford 17M und Ford 20M (intern ursprünglich P7, nachträglich P7a) vorgestellt. Die beiden Typen trugen nicht mehr den Markennamen „Taunus“, sondern die Herstellerbezeichnung Ford.
In Quellen ist zu lesen, dass es der deutschen Ford-Werke AG bis zur Gründung der Ford of Europe im Jahre 1967 nicht erlaubt war, „Ford“ als Markenbezeichnung an den Fahrzeugen zu verwenden. Deshalb trugen sie bis dahin keine Ford-Schriftzüge am Fahrzeug, ersatzweise war die Markenbezeichnung „Taunus“ angebracht. In der Literatur sind Hinweise zu finden, dass der Namenswechsel auch Ergebnis einer Meinungsumfrage war, deren Ergebnis lautete, dass ein Auto stets nur mit höchstens zwei Typenbezeichnungen (also beispielsweise „Ford“ und „17M“ oder „Ford“ und „Taunus“) benannt werden sollte.

### Ford P7a (1967–1968)
Verglichen mit dem Vorgängertyp Ford P5 blieb es bei der konventionellen Technik mit Frontmotor und Hinterradantrieb. Auch die inzwischen nicht mehr zeitgemäße hintere Starrachse an Längsblattfedern wurde beibehalten. Die vordere Einzelradaufhängung an MacPherson-Federbeinen, Querlenkern und Stabilisator wurde ebenfalls vom P5 übernommen. Bei unverändertem Radstand wurde die Spur etwas verbreitert. Auch die Gesamtlänge und -breite vergrößerten sich etwas. Weitere Merkmale waren Kugelumlauflenkung, eine Zweikreis-Servobremse mit Scheiben vorn und Trommeln hinten. Auf Wunsch war eine Drehstromlichtmaschine erhältlich.
Neu war die Karosserie mit einem amerikanisch (beziehungsweise britisch) inspirierten leichten „Hüftschwung“ (Coke-Bottle-Design), der jedoch anders als beim Opel Rekord C keine Auswirkung auf die Seitenscheibenhöhe hatte. Zur Einführung der neuen Modellreihe waren die Modelle 17M und 20M als zwei- und viertürige Limousinen, drei- und fünftürige Kombiversionen Turnier und als ein Hardtop-Coupé mit kürzerem Dach und flacher stehender Heckscheibe erhältlich. Den 17M gab es auch als Kastenwagen ohne hintere Fenster. Außerdem fertigte die Karosseriefirma Karl Deutsch GmbH in Köln-Braunsfeld in geringer Stückzahl eine Cabrio-Version. Für den Umbau wurden die zweitürigen Limousinen des P7a genutzt, beim Nachfolger P7b waren es die zweitürigen Coupés.
Die V-Motoren wurden vom P5 übernommen und um eine neue 2,3-Liter-Ausführung des V6 erweitert. Außerdem kamen Varianten mit auf 8:1 verringerter Verdichtung und um 5 PS geringerer Leistung ins Sortiment, diese konnten mit Normalbenzin betrieben werden. Basis war weiterhin der 17M 1500s mit V4-Motor und 60 PS, dazu gab es den 17M mit 1,7-Liter-Motor (je nach Verdichtung 70/65 PS). Den 20M gab es mit 2,0-Liter-V6 (je nach Verdichtung 90/85 PS) und als 2,3-Liter-V6 mit 108 PS. Für kurze Zeit (Juni und Juli 1968) war er auch mit 125 PS erhältlich. Basis war eine 3-Gang-Lenkradschaltung, besser ausgestattete Modelle kamen mit 4-Gang-Knüppelschaltung. Für alle Modelle ab 70 PS gab es ein dreistufiges Automatikgetriebe.
Der 20M unterschied sich äußerlich vom 17M durch einen anderen Kühlergrill, ein anderes Heckblech mit anderen Rückleuchten, eine zusätzliche angedeutete Lufthutze auf der Motorhaube sowie Schwellerzierleisten.
Die angebotenen RS-Varianten sollten den sportlich orientierten Käufer ansprechen. Sie waren mit lackierten oder verchromten 14-Zoll-Stahlsporträdern ausgerüstet. Der verchromte RS-Kühlergrill war teilweise mit schwarzen Streifen abgesetzt und hatte zwei zusätzliche runde Fernscheinwerfer. Die schwarze, mit vier Rundinstrumenten ausgestattete Armaturentafel enthielt die Tankanzeige, den Tachometer, einen Drehzahlmesser sowie die Motortemperaturanzeige. Die ebenfalls in Schwarz gehaltene Mittelkonsole enthielt drei weitere Zusatzinstrumente (Uhr, mechanische Öldruckanzeige, Voltmeter). Alle Instrumente waren mit verchromten Ringen verziert. Die RS-Dekorstreifen an den Längsseiten sowie RS-Embleme mit stilisierter Starter-Fahne auf Handschuhfachdeckel und Heckklappe rundeten das sportliche Erscheinungsbild der RS-Modelle ab. „RS“ ist die Ford-werksinterne Bezeichnung für „Rallye Sport“.
Der P7a 17 und 20M wurde ebenfalls nach Kanada exportiert.

### Karosserievarianten

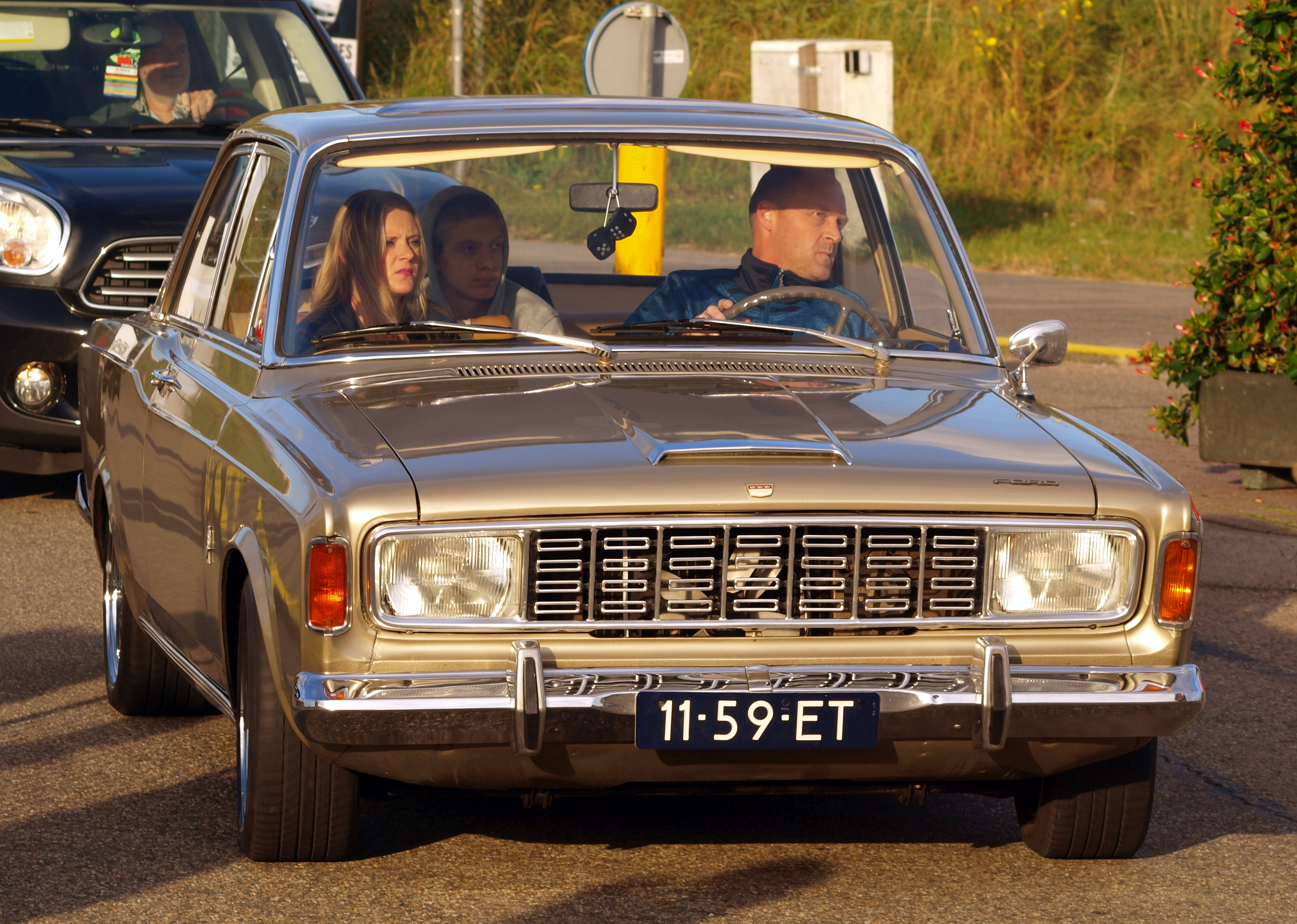
Ford 20M TS
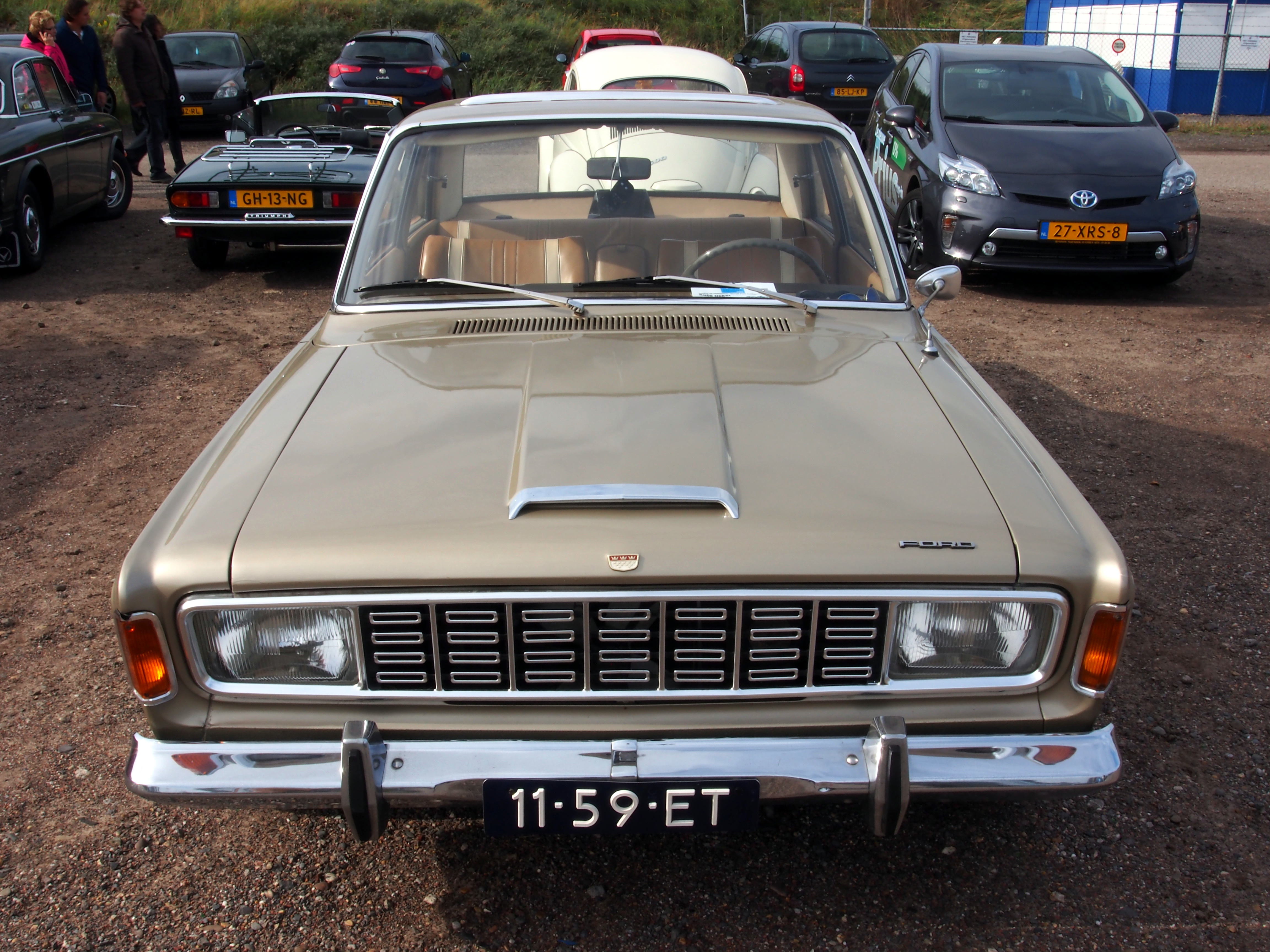
Ford 20M TS
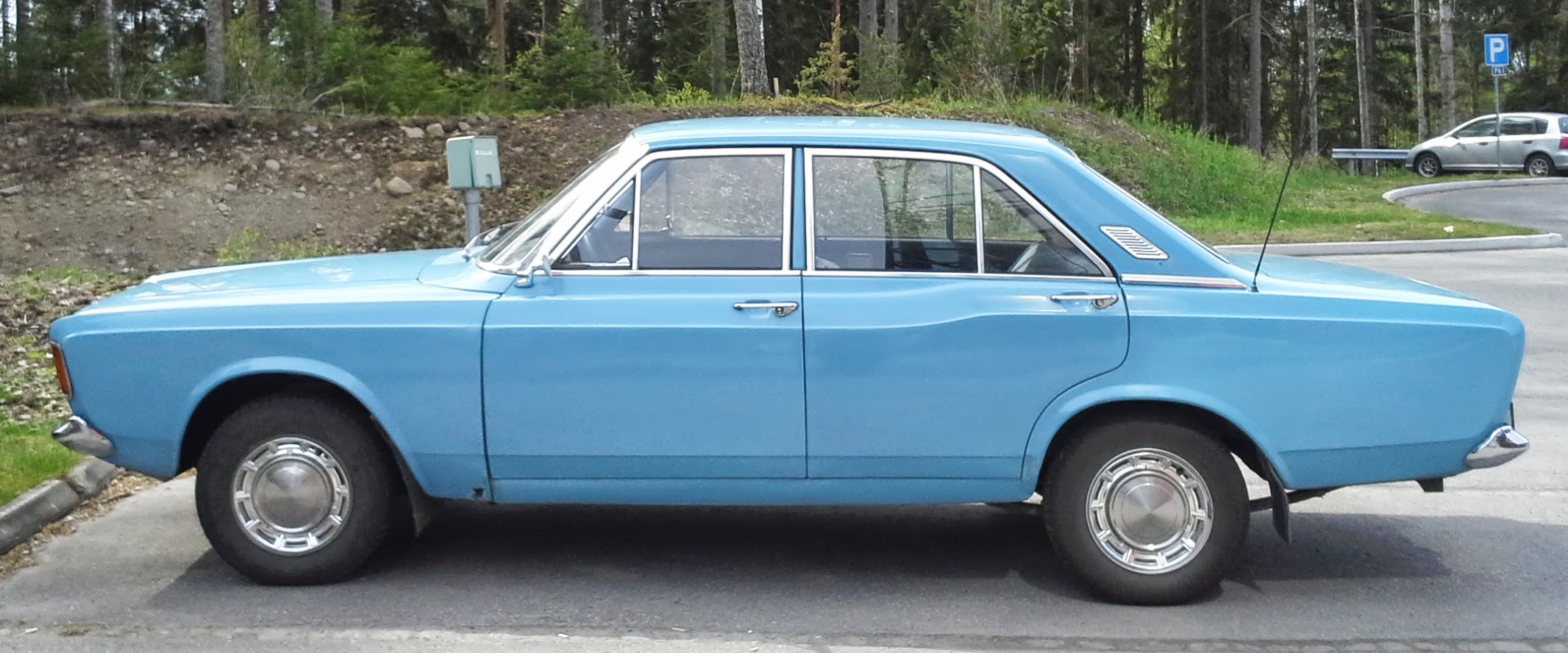
Ford 17M mit vier Türen
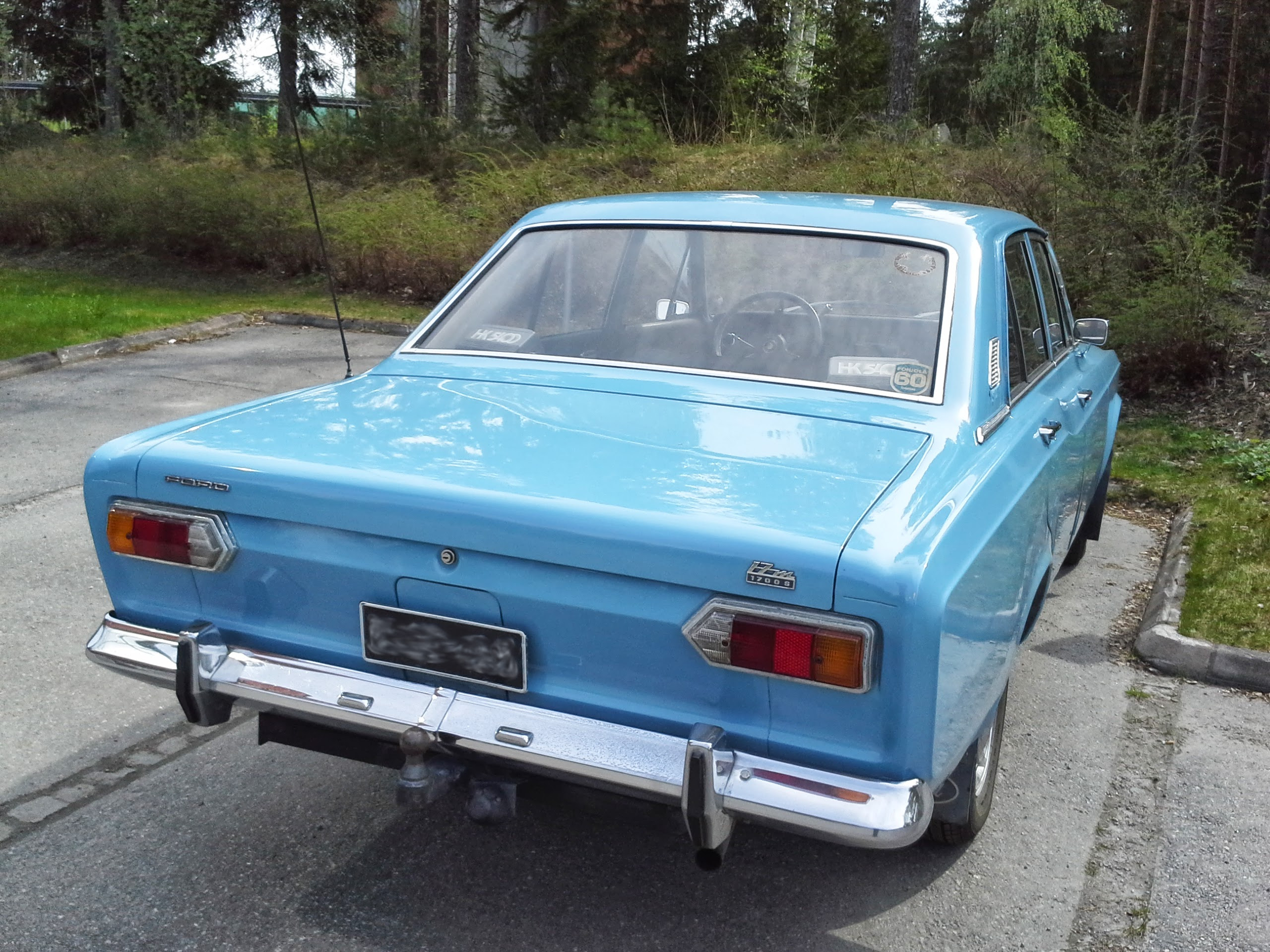
Ford 17M mit vier Türen (Heckansicht)
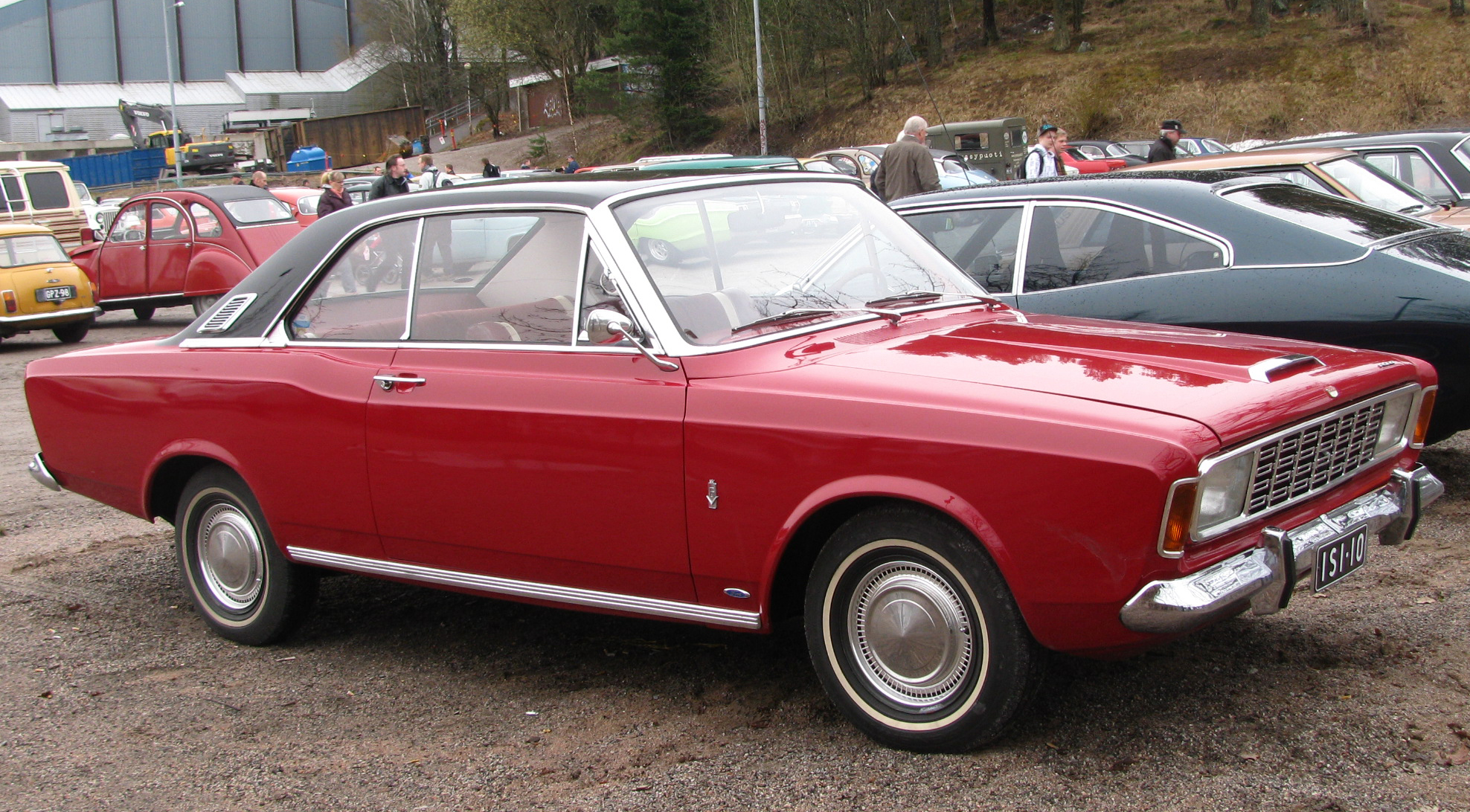
Ford 20M Coupé
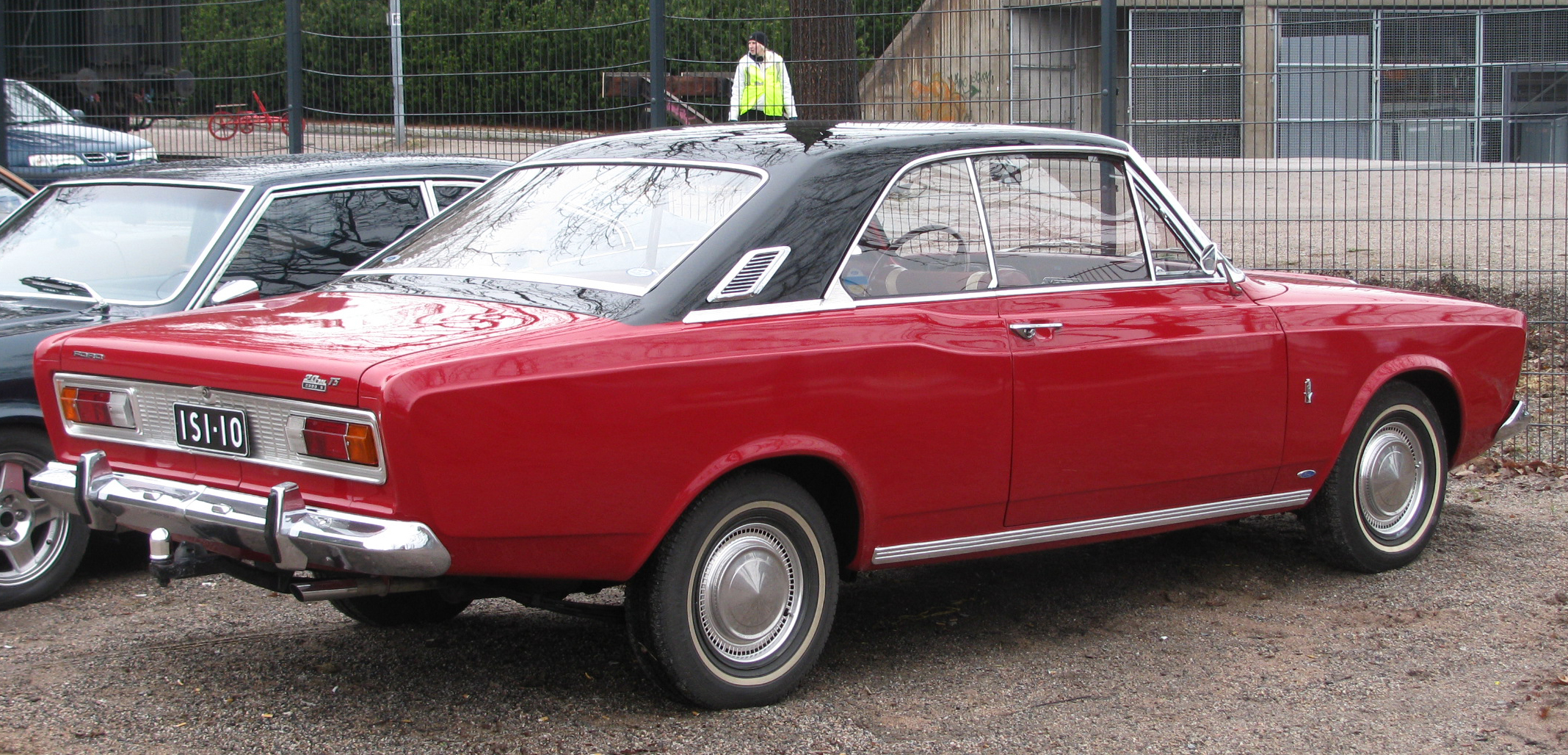
Ford 20M Coupé (Heckansicht)
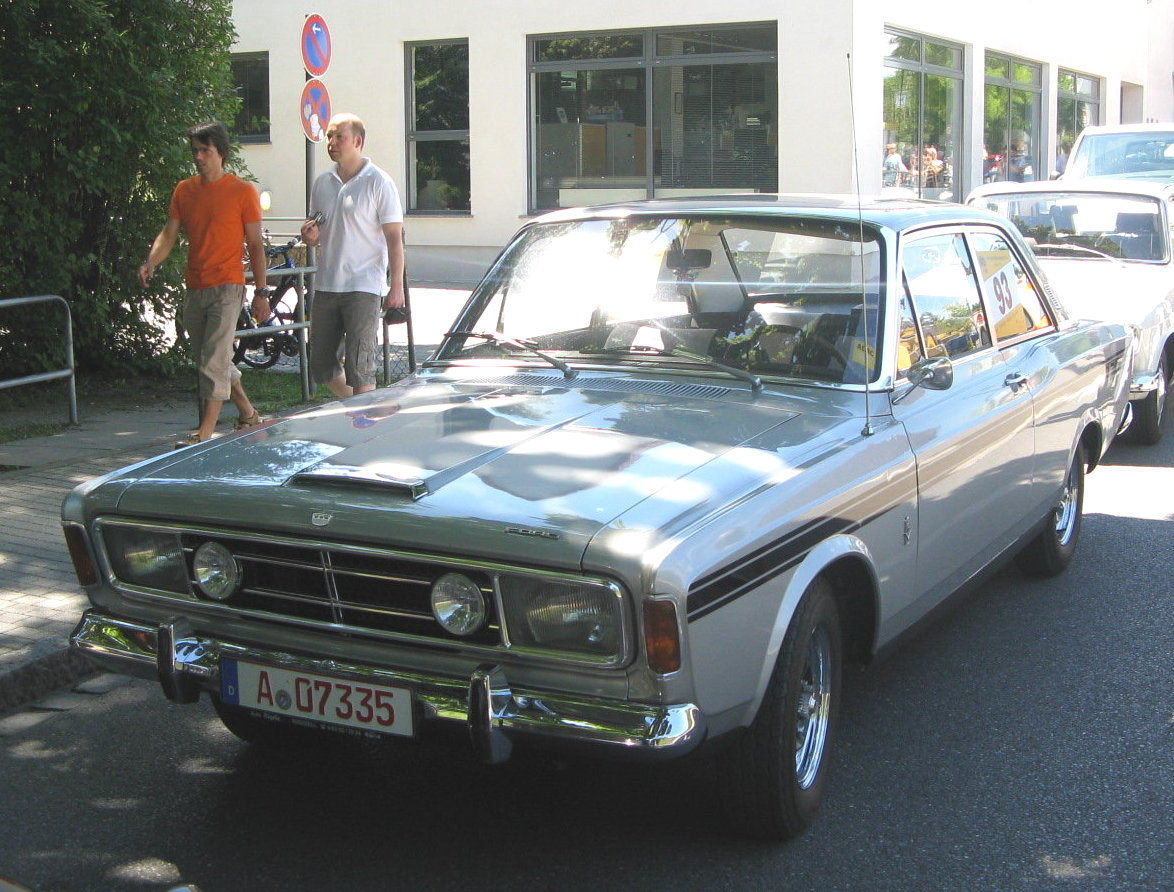
Ford 20M RS
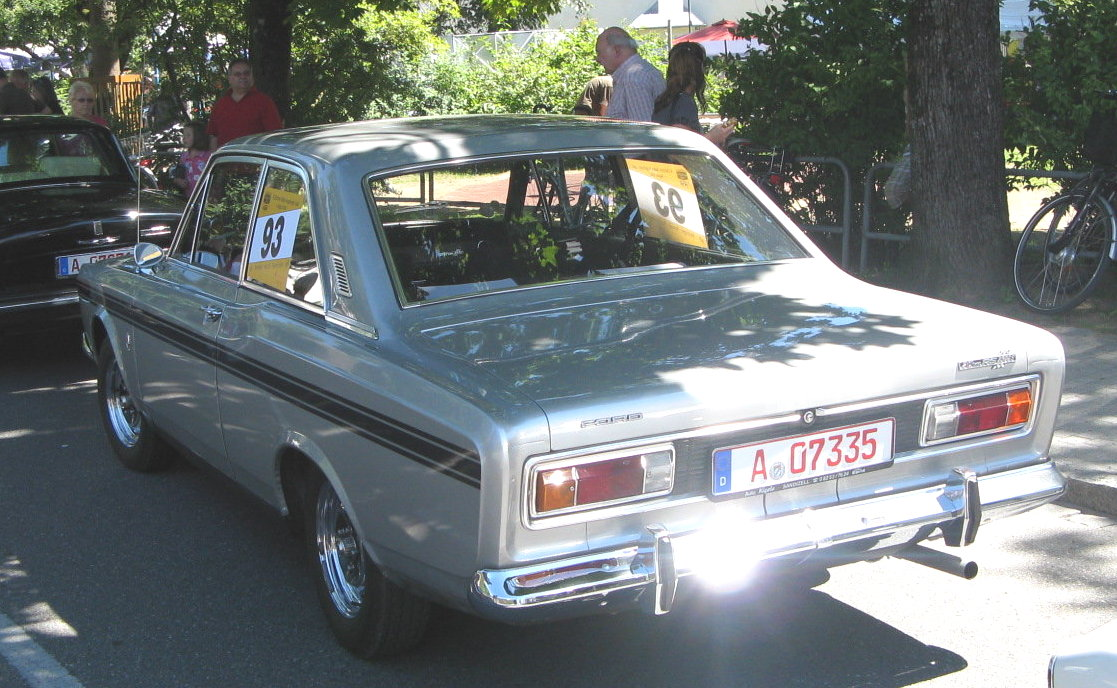
Ford 20M RS (Heckansicht)

### Ford P7b (1968–1971)
Schnell zeigte sich, dass das Exterieurdesign bei vielen Kunden nicht gut ankam. Die Karosserieform mit dem „Hüftschwung“, bei diesem Modell abfällig auch als „Kummerfalte“ bezeichnet, traf den Publikumsgeschmack (anders als beim zeitgenössischen Konkurrenten Opel Rekord C) nicht. Auch die Front- und Heckpartie wirkte auf viele Betrachter im Gegensatz zu den gelungenen Vorgängermodellen als geradezu banal. Daher wurde nach nur zehnmonatiger Bauzeit bereits im August 1968 der Nachfolger des P7a präsentiert. Der Hüftschwung entfiel, Front und Heck nahmen in der Gestaltung Bezug auf die erfolgreichen Vorgängermodelle P3 und P5. Ford kehrte damit zurück zur „Linie der Vernunft“, dem Slogan, der bereits für den P3 verwendet worden war. Dieses neue überarbeitete Modell wird nach Werksunterlagen als Modellreihe P7/II (werksintern „Facelift P7“) oder auch P7b bezeichnet.
An der Fahrwerkstechnik hatte sich gegenüber dem Vorgänger nur wenig geändert: Hinterradantrieb, vorne Einzelradaufhängung mit Querlenkern und MacPherson-Federbeinen (deren Federn jedoch ebenso wie der Stabilisator neu abgestimmt wurden), hinten eine Starrachse an Blattfedern. Immerhin wurde die Antriebsachse nun zusätzlich an Längslenkern (Schubstreben) geführt, die das Fahrverhalten aber nicht wesentlich verbessert haben sollen. Die Streben wurden auch als „Journalistenstäbe“ bezeichnet, weil eine zusätzliche Führung der Hinterachse in den Medien wiederholt eingefordert wurde. Bei Ford hielt man lange an dieser technisch überholten Hinterachskonstruktion fest – der letzte deutsche Großserien-Pkw mit Starrachse und Blattfedern war der bis 1986 gebaute Ford Capri II ’78. Erst der im Frühjahr 1972 eingeführte Nachfolger Ford Consul und Granada bekam eine moderne Schräglenkerhinterachse.
Verglichen mit dem P7a gab es einige Verbesserungen im Detail: Auf der neuen, kürzeren Lenksäule saß ein Sicherheitslenkrad mit zusammenschiebbarem Pralltopf. Ebenfalls neu war die heizbare Heckscheibe und eine mit der Scheibenwaschanlage kombinierte, fußbetätigte Tippwischschaltung für den Scheibenwischer (beides war bei allen Modellen außer dem 17M-Grundmodell serienmäßig). Der ehemalige 20M TS wurde von der neuen Luxusversion 20M XL abgelöst. Breite Chromleisten am Radlauf, Metalliclackierung, echtes Holzfurnier über die gesamte Breite des Armaturenbrettes, auf dem Instrumententräger, auf der Mittelkonsole und an allen Türoberkanten und ein holzgemasertes Lenkrad mit gebürsteten Speichenenden aus rostfreiem Stahl gehörten ebenso zum serienmäßigen Lieferumfang wie konturierte Sitzmulden in der Rücksitzbank. Ab Oktober 1969 bekamen alle V6-Motoren ein neues, dreistufiges Kühlsystem mit im Stirnraddeckel integrierter Wasserpumpe.
Der 1,7-Liter-HC-V4-Motor („High Compression“) des 17M leistete dank Registervergaser 75 PS (55 kW) statt bisher 70 PS (51 kW). Neu im Programm war der ebenfalls dem 17M vorbehaltene 1,8-Liter-HC-V6 mit 82 PS (60 kW). Außerdem wurde der 17M aber auch nach wie vor mit den 2,0-Liter oder 2,3-Liter-Köln-V6-Motoren geliefert. Auf Sonderwunsch wurde der 3-Liter-Essex-V6 montiert, eine zum Beispiel in Südafrika beliebte Motorisierung. Die 3,0-Liter-Ford-Motoren werden als Essex-Motoren bezeichnet, was damit zu tun hat, dass diese Motoren in den britischen Ford-Werken von Dagenham und Brentwood, beide in der Grafschaft Essex, gefertigt wurden.
Anfang der 1970er Jahre begann das Turbo-Zeitalter bei diversen Ford-Modellen, so auch beim P7b. Der Fordhändler Schwabengarage AG in Baden-Württemberg rüstete so zum Beispiel den 20M RS mit einem Abgasturbolader des Schweizer Ingenieurs und ehemaligen Rennfahrers Michael May aus. Statt der serienmäßigen 108 PS (79 kW) leistete der Motor 188 PS (138 kW). Damit erreichte der RS eine Spitzengeschwindigkeit von 190 km/h, die Beschleunigung von 0 auf 100 km/h dauerte 7,9 Sekunden. Motor und Fahrwerk wurden entsprechend modifiziert (Koni-Stoßdämpfer, größere Bremsen, verstärkte Federbeine etc.). Ein serienmäßiger 20M RS 2.3 kostete damals 10.267,50 DM (Inflationsbereinigt entspricht das im Jahr 2025 einem Preis von rund 22.100 EUR). Der Turbo-May-Umbausatz kostete 3.252,30 DM zusätzlich. Weiteres Sonderzubehör von May war erhältlich.
Für den P7b gab es folgende Ausstattungsvarianten: Standard: 17M, 20M; de Luxe: 20M XL, 26M und mit sportlichen Akzenten, den RS: 17M RS, 20M RS. Die RS-Modelle hatten eine schwarze Folierung und zwei Zusatzscheinwerfer im Grill. Der 17M RS erhielt silber lackierte Stahl-Sporträder mit schwarz lackierten Inlays, Beim 20M RS waren diese verchromt, ebenfalls mit schwarz lackierten Inlays. Die verchromten Seiten- und Radlaufleisten, Serie bei den XL-Modellen, waren für den RS als Zubehör erhältlich. Die RS- und XL-Modelle unterschieden sich aber nicht nur äußerlich, sondern auch in der Innenausstattung. Die XL-Modelle kamen durch die reichhaltig verwendeten Holzverkleidungen im Innenraum gediegen daher, die RS-Modelle, mit zusätzlichen Rundinstrumenten in der Mittelkonsole und im Armaturenbrett, eher sportlich. (Der Unterschied im Innenraum zwischen den 17M RS und 20M RS bestand unter anderem darin, dass der 20M RS im Gegensatz zum 17M RS, eine dezente Holzverkleidung erhielt.) Selbst der luxuriöse 26M hatte keinen Drehzahlmesser, der bei den RS-Modellen Serie war. Anfang der 70er Jahre waren die RS-Modelle des P7b nicht sehr gefragt, inzwischen sind es gesuchte Sammlerfahrzeuge und (im guten Zustand) entsprechend selten.
Die hier aufgeführten Modelle konnten in Deutschland mit folgenden Motorenvarianten geliefert werden:
17M: 17M (1500) V4, 60 PS; 17M (1700) V4, 65 PS; 17M (1700 S) V4, 75 PS; 17M (1800 S) V6, 82 PS; 17M (2000) V6, 85 PS; 17M (2000 S) V6, 90 PS; 17M (2300 S) V6, 108 PS.
20M: 20M (2000) V6, 85 PS; 20M (2000 S) V6, 90 PS; 20M (2300 S) V6, 108 PS; 20M (2600 S) V6, 125 PS
Für einen ganz kurzen Zeitraum konnte der 20M RS mit folgendem Motor bestellt werden: (2300) V6, 125 PS. Ein drehfreudiger Motor, mit ordentlich Leistung. Heute ein gesuchter Motor bei Sammlern.
Der 26M war nur mit dem 2600er V6-Motor (125 PS) lieferbar.

#### Galerie

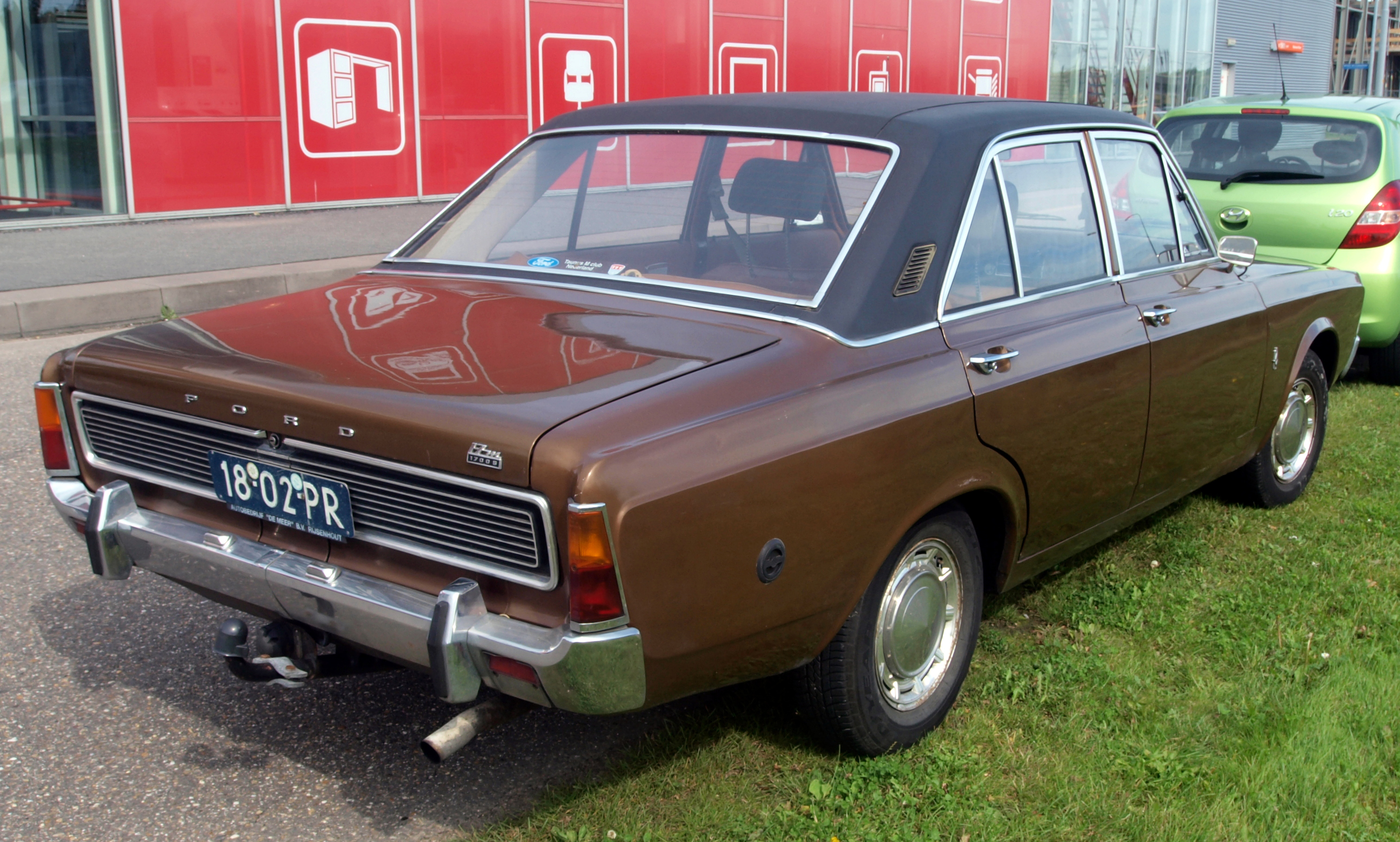
Ford 17M (Heckansicht)
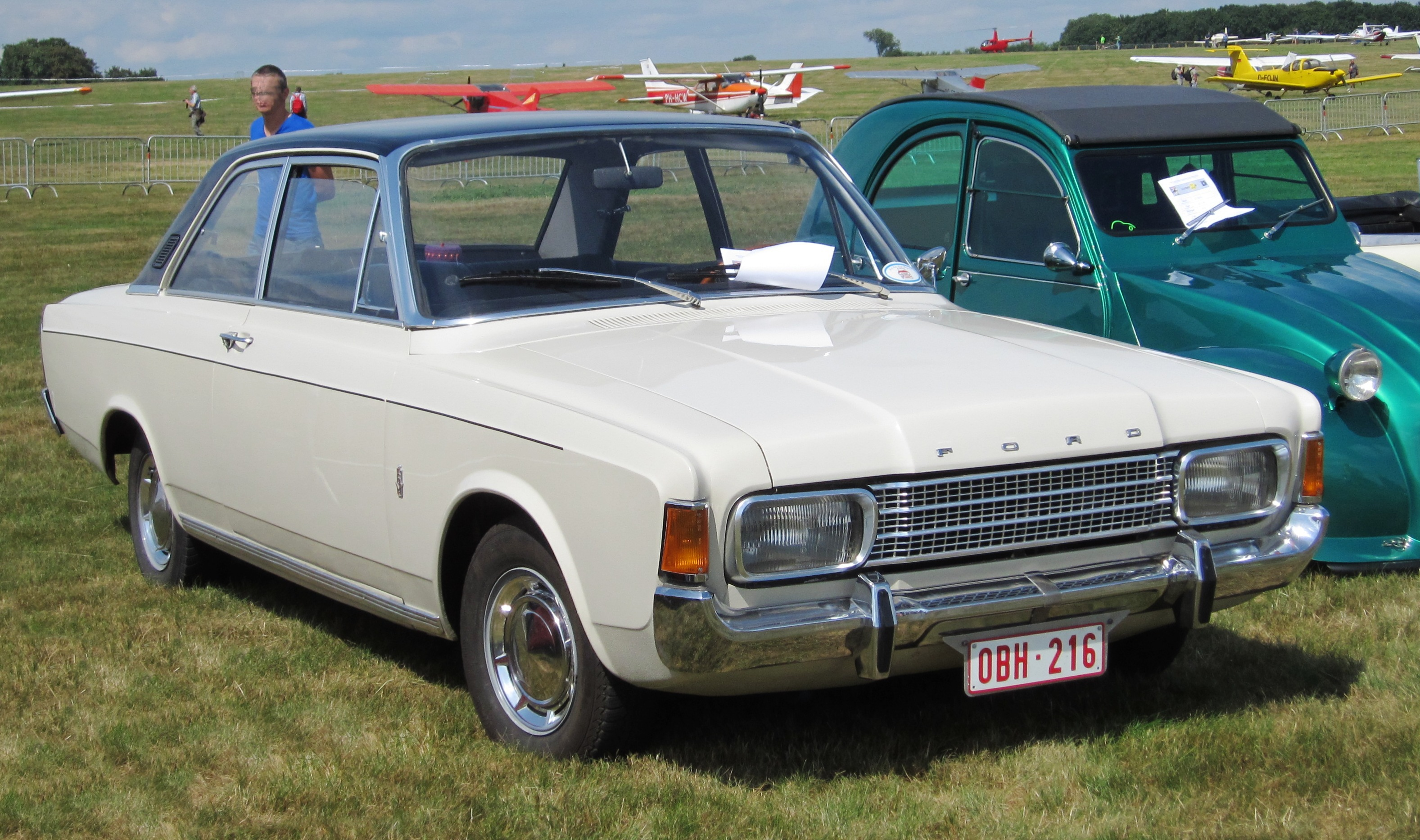
Ford 17M als Zweitürer
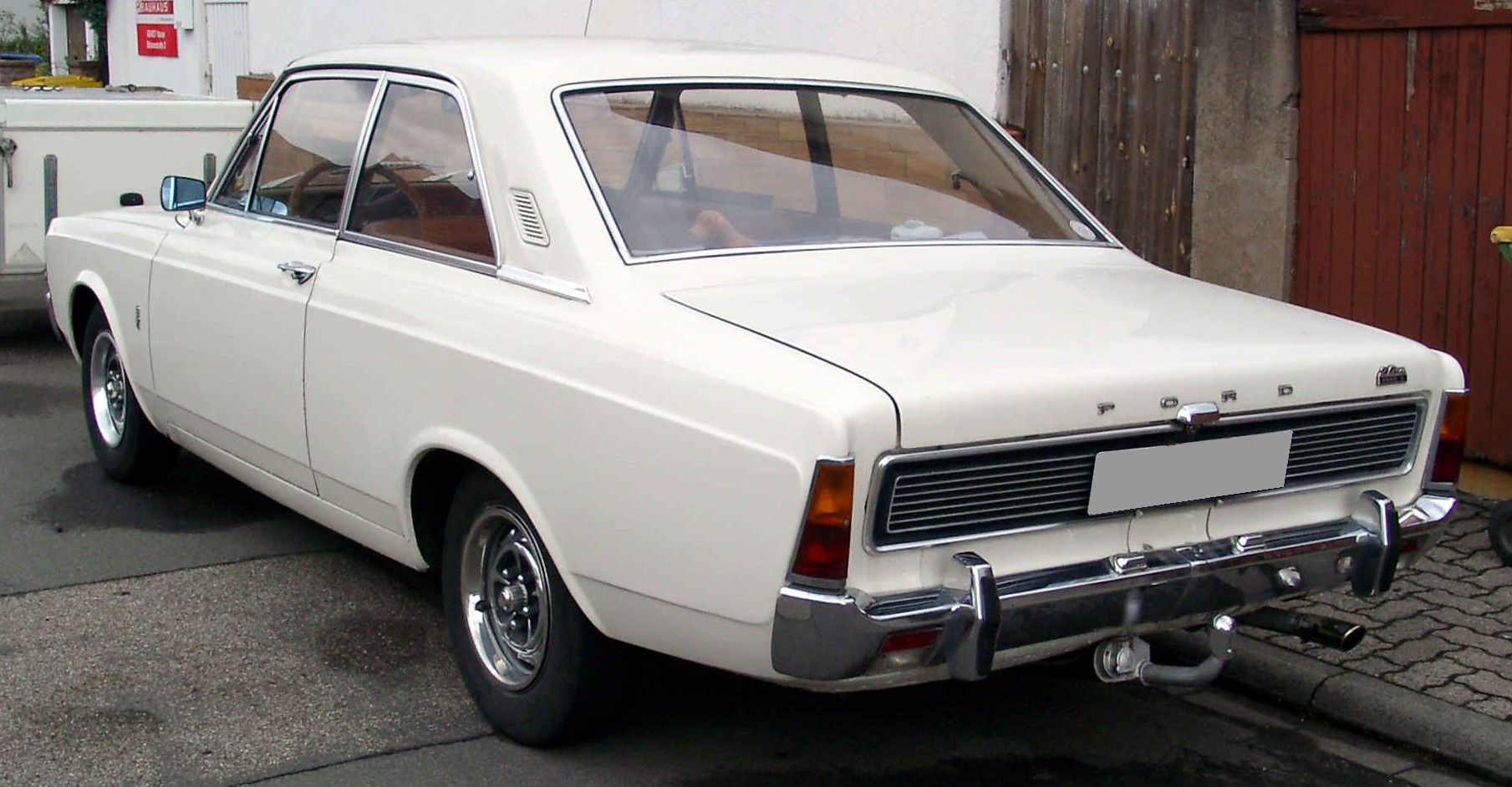
Ford 17M als Zweitürer
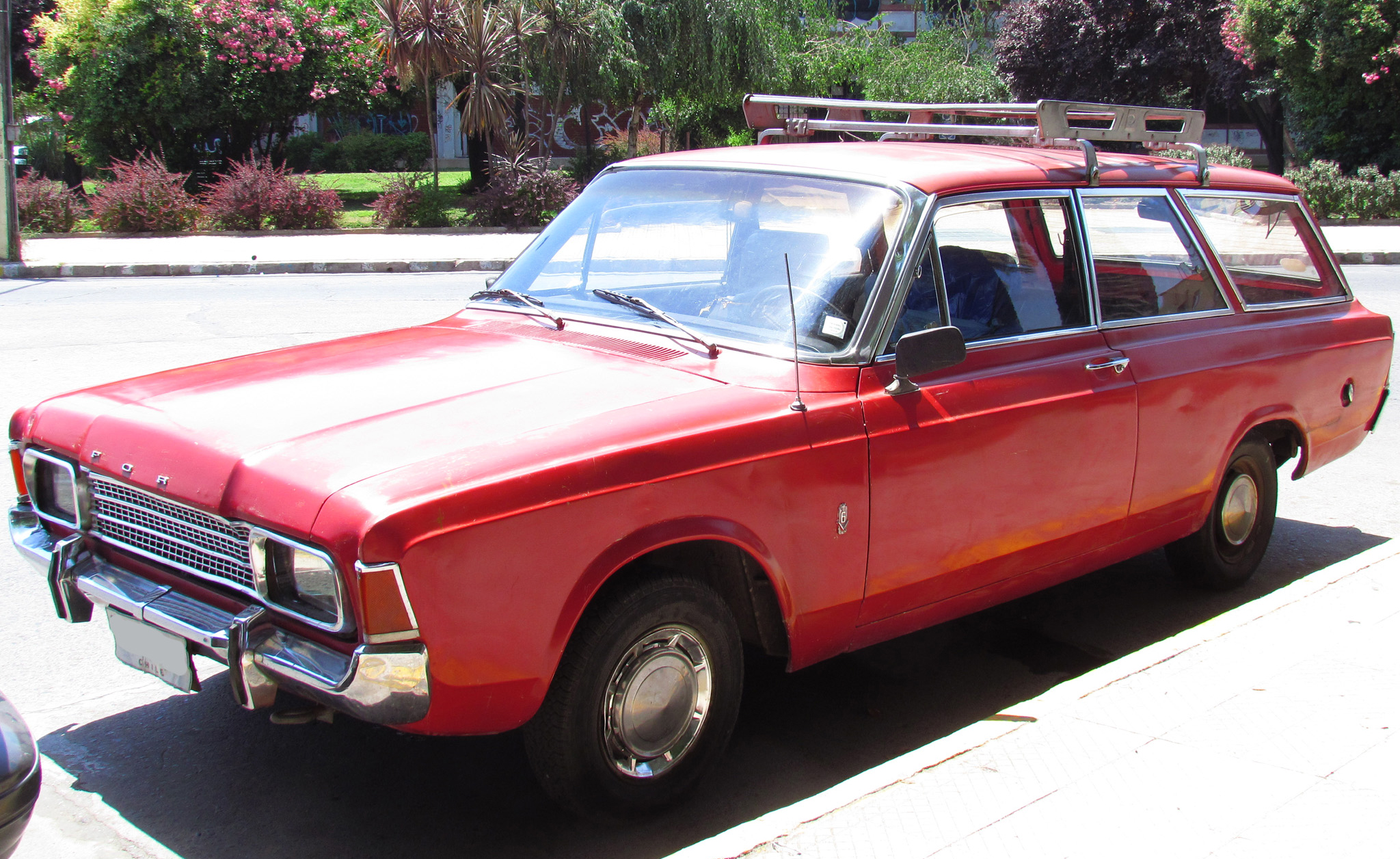
Ford 17M Turnier, Dreitürer
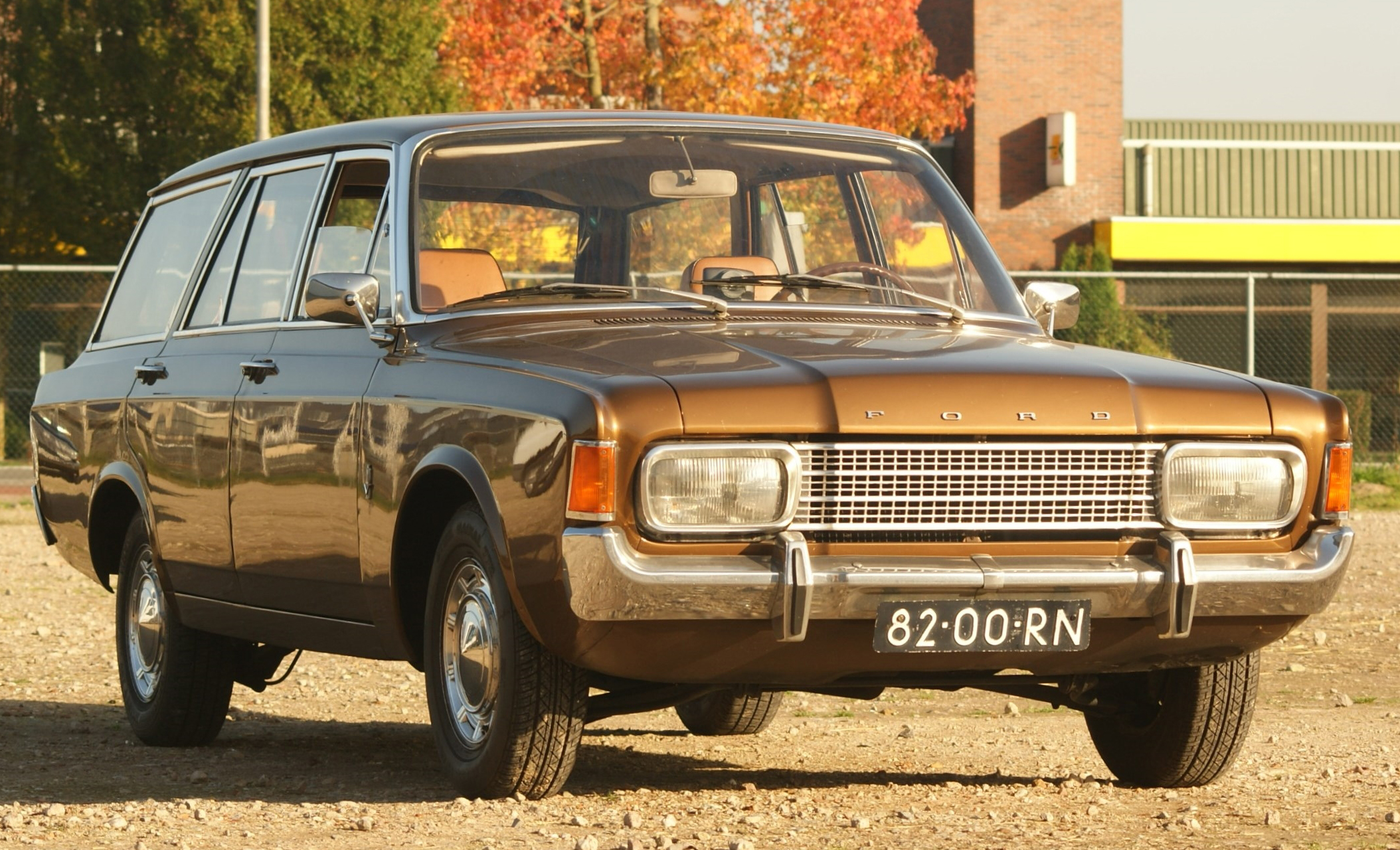
Ford 17M Turnier, Fünftürer
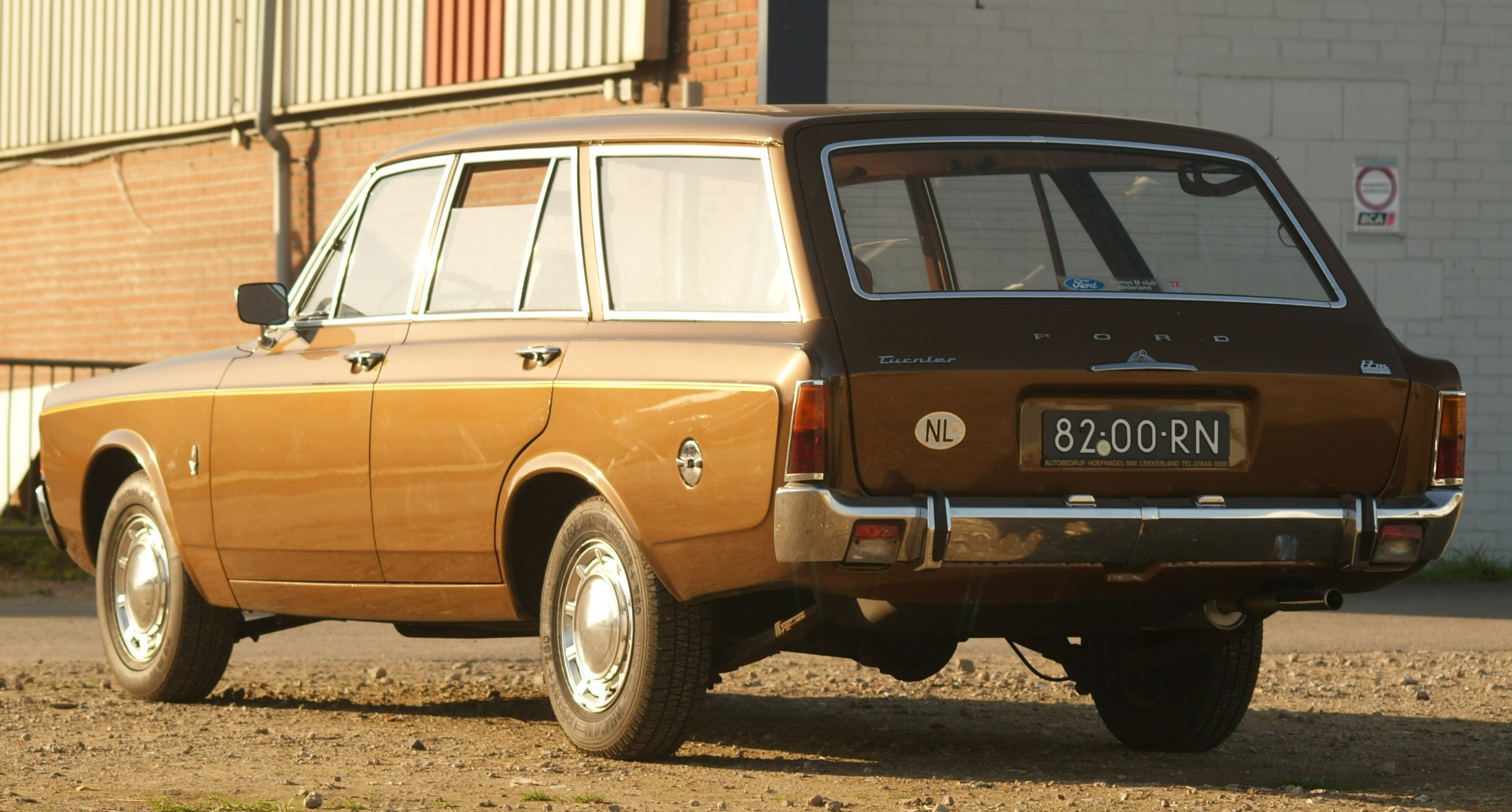
Ford 17M Turnier, Fünftürer (Heckansicht)
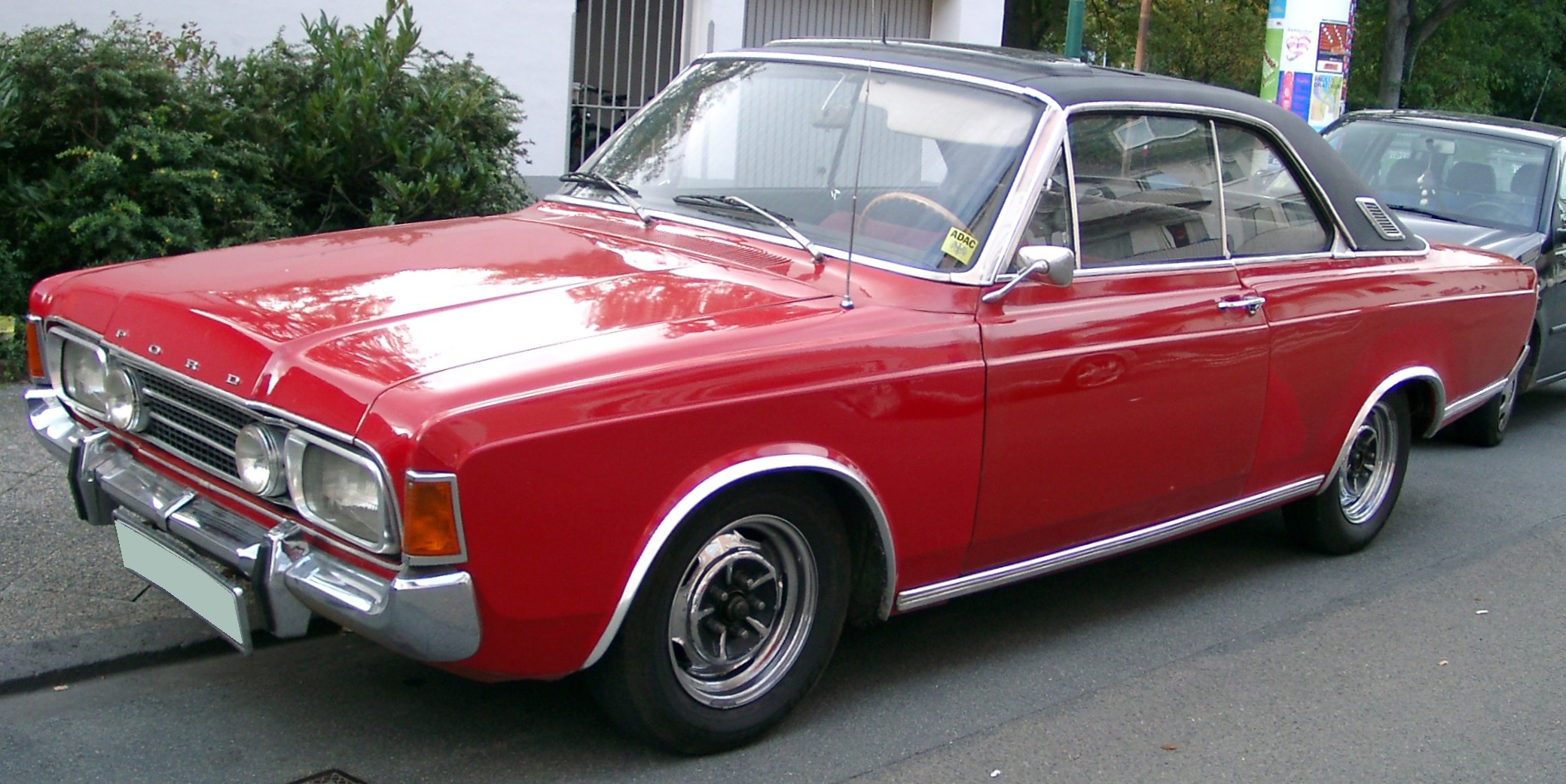
Ford 20M RS Coupé
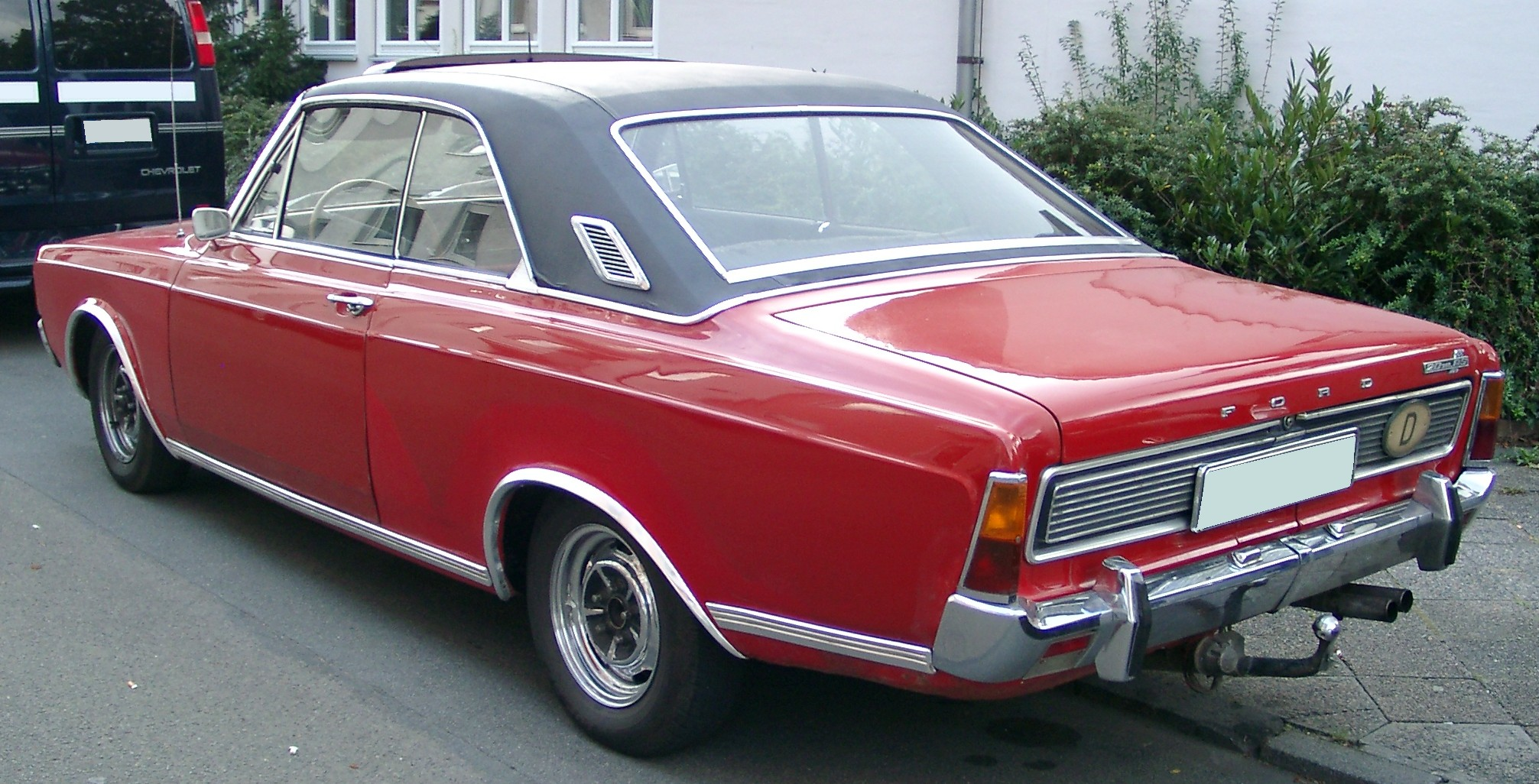
Ford 20M RS Coupé (Heckansicht)
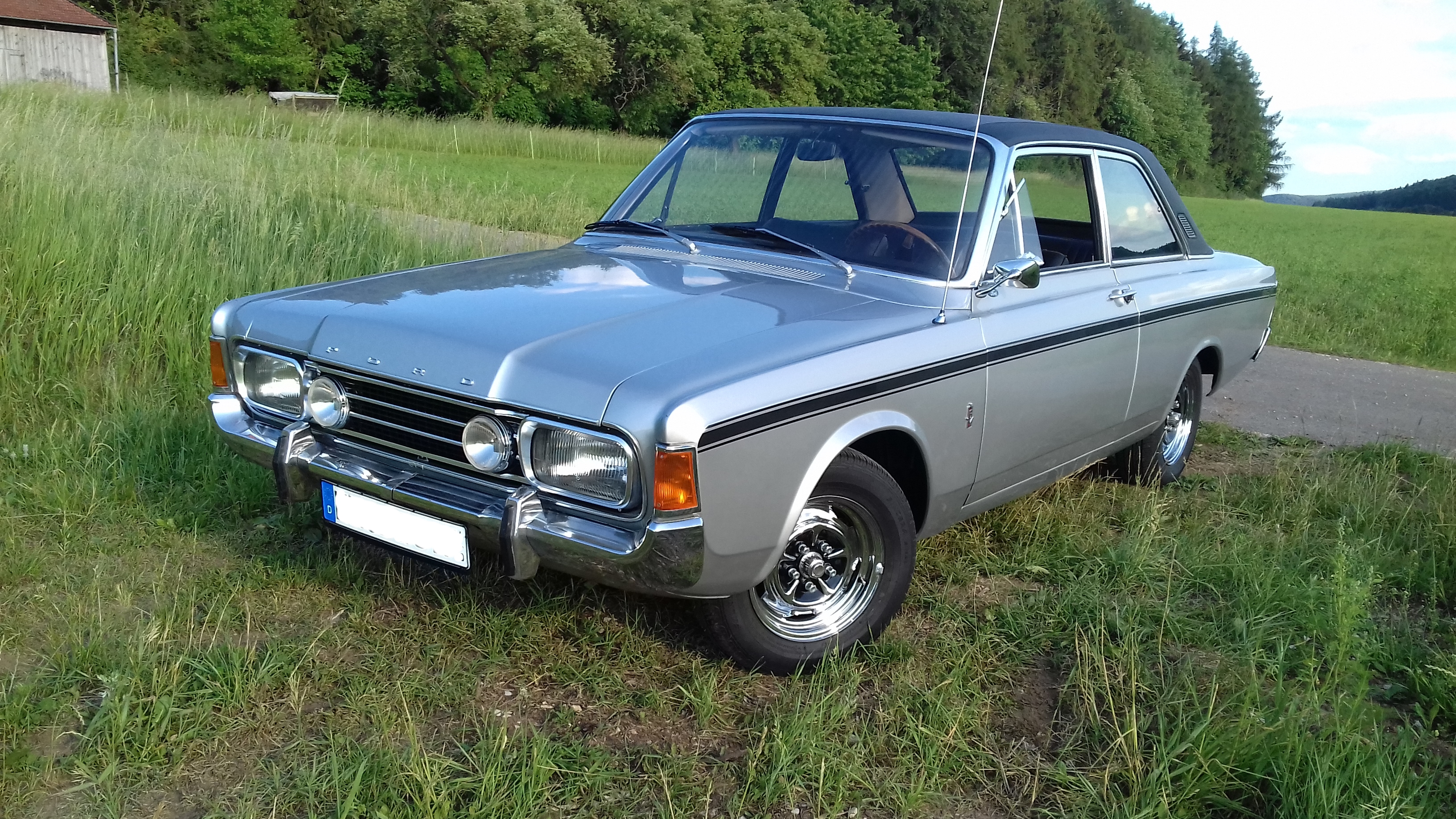
Ford 20M RS
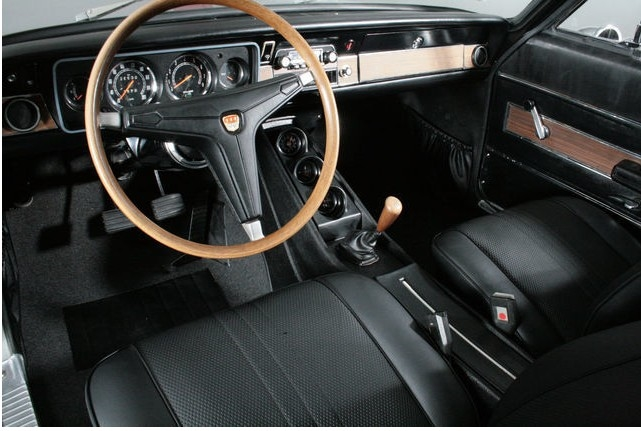
Cockpit 20M RS

#### Ausführungen in Südafrika und Uruguay

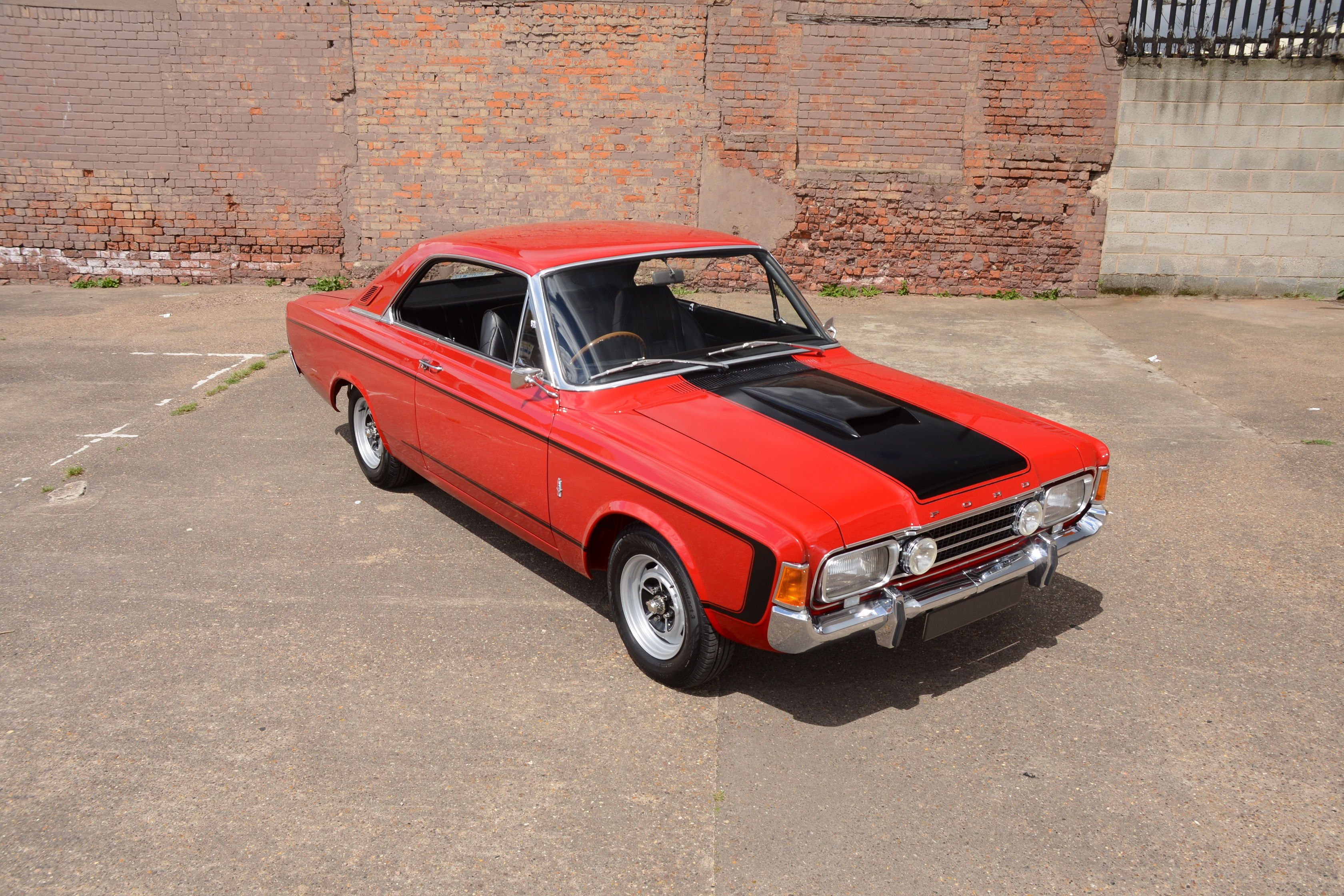
Ford 20M RS 3000S - Südafrika

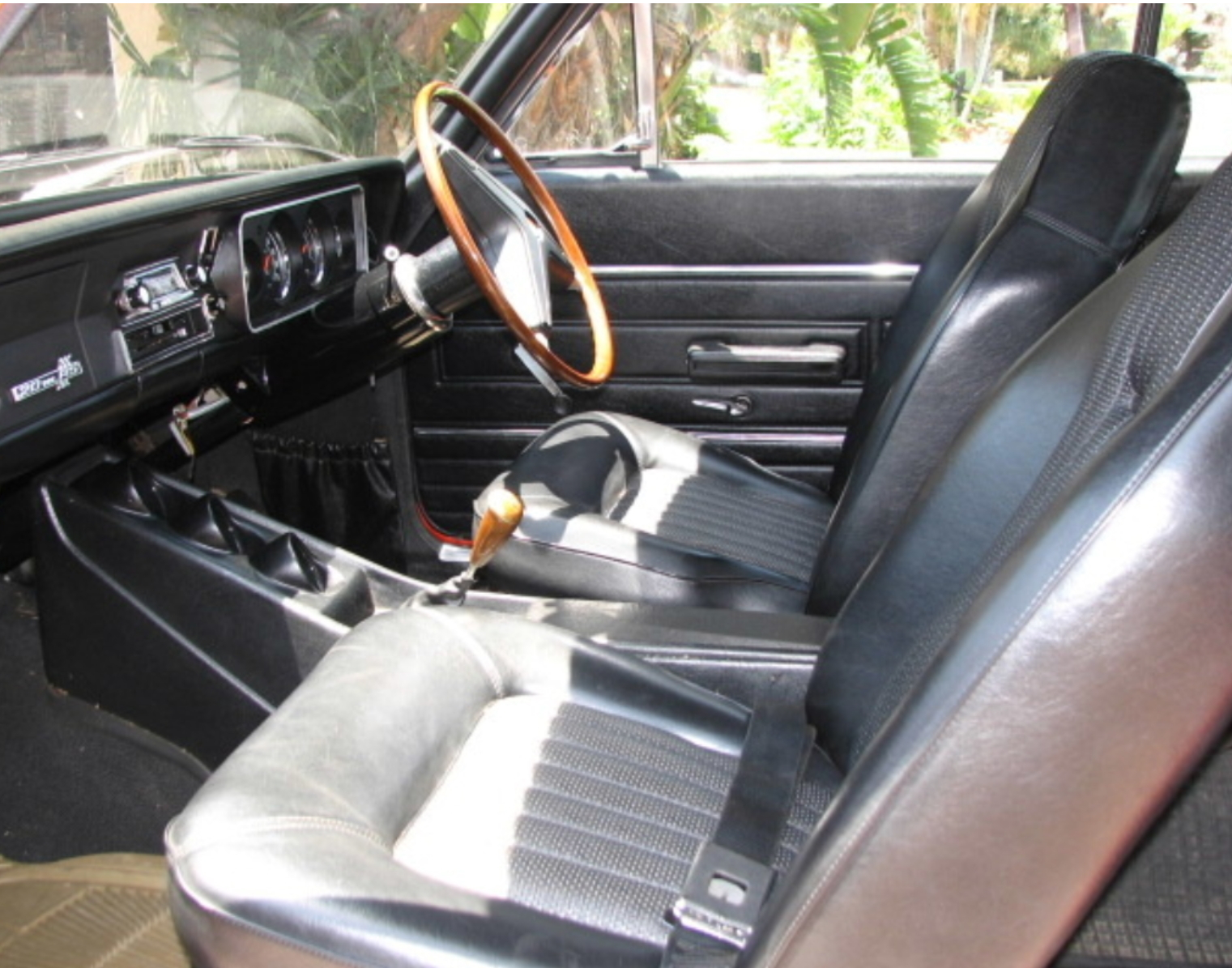
Cockpit 20M RS 3000S - Südafrika

In Südafrika wurde der rechtsgelenkte 20M angeboten, der mit einem V6-3,0-Essex-Motor 144 PS (106 kW) leistete. Ursprünglich sollte der mit diesem Motorentyp ausgerüstete 20M RS die Bezeichnung 30M RS erhalten, was aber von der deutschen Ford-Muttergesellschaft verhindert wurde, da in Deutschland das Topmodell 26M hieß. So erhielt der südafrikanische 20M mit der 3-Liter-Maschine die Bezeichnung 20M XL 3000S, bzw. 20M RS 3000S. Der in Südafrika ebenfalls erhältliche 17M konnte mit einem V4-2,0-Essex-, der dort auch gefertigt wurde, sowie mit einem V6-2,5-Essex-Motor bestellt werden. Die südafrikanischen Ford-Modelle unterschieden sich etwas von den deutschen. So trat der 20M RS sehr sportlich auf. Zusätzlich zur umfangreichen schwarzen Folierung wurde eine große Lufthutze (nur in Südafrika), bei den RS-Modellen mit dem 3-Liter-Motor, auf der Motorhaube montiert und er erhielt im Front- und Heckbereich kleine Reflektoren.
In Südafrika wurde der P7b, wie in Deutschland, bis Ende 1971 produziert. Allerdings kamen die letzten produzierten Modelle erst im darauffolgenden Jahr nach und nach in den Verkauf. Im letzten Baujahr des P7b erhielt der 20M das Frontdesign des deutschen 26M mit Doppelscheinwerfern, der 17M bekam die Front des 20M. Die südafrikanischen 17 und 20M RS wurden nur als zweitüriges und rechtsgelenktes Hardtop-Coupé hergestellt. Als optionales Zubehör für den südafrikanischen RS gab es nur ein Radio und ein Vinyldach. Die Folierung mit schwarzen Rallyestreifen gab es zuerst bei den RS-Modellen in Südafrika und wurde dann, etwas dezenter, auch auf die europäischen RS-Modelle übertragen. Zwischen 1969 und 1971 wurden im Werk in Port Elizabeth nur 1.201 RS-Modelle gefertigt. Nur wenige davon sind erhalten geblieben und von Sammlern weltweit sehr gesucht. Den Ursprung der RS in Südafrika bildete der Sieg eines 20M RS bei der East African Safari Rallye 1969. Mit diesem Sieg lizenzierte Ford zwei in Südafrika gebaute RS-Modelle (17 und 20M RS) für den dortigen Markt.
Gerüchte besagen, dass bei Ford Südafrika in Kleinstserie auch P7b mit einem V8-„Small Block“ ab Werk vom Band liefen. Dieser V8-Windsor-„Small Block“-Motor aus dem Ford Mustang hatte eine Leistung von 176 kW (240 PS)  und wurde auch in Ford-Capri- und Granada-Perana verbaut. Bezüglich des P7b fehlen bislang allerdings Nachweise. Eventuell waren es auch nur wenige Prototypen, die zu Testzwecken gefertigt wurden. Belegt ist aber, dass einige Besitzer von P7b in Südafrika ihre Fahrzeuge nachträglich mit diesem Motorentyp ausrüsteten. Die zuvor genannten Ford Capri- und Granada-Perana-Modelle mit V8 von Basil Green Motors, waren nur als Rechtslenker erhältlich und sind heute sehr gesucht und selten.
In Uruguay wurde 1970 der P7 als Pick-Up-Version unter dem Namen Serrana 70 verkauft. Der Serrana wurde nicht in den Ford-Werken gefertigt, sondern mit Teilen des P7a von lokalen Händlern in Uruguay zusammengebaut. Der Motor war ein V4. Auch Ford Taunus und P5 wurden dort als Pick-up gebaut.

#### 26M (1969–1971)
Ab November 1969 war das auf der IAA vorgestellte neue Flaggschiff von Ford lieferbar. Der 26M sollte das Gegenstück zum sehr erfolgreichen Opel Commodore A sein. Allerdings baute Ford nur 8.000 26M, einen Bruchteil der Stückzahl des Opel Commodore A (156.467).
Der 26M war etwas größer als der Commodore A, das Gewicht war fast identisch. Beide Modelle waren zwar mit Sechszylindermotoren ausgerüstet, nur verfolgten Ford und Opel unterschiedliche Ansätze. Der Ford war auf Komfort ausgelegt, während Opel, besonders bei den GS-Modellen, eine sportliche Linie verfolgte. Der Reihensechszylinder-Motor des Commodore A leistete mehr als der V6-Motor des 26M. Schon 1970 konnte man den Commodore GS/E mit einem 150-PS-Motor und Bosch-D-Jetronic-Einspritzung bestellen. Das waren 25 PS mehr, als beim neuen Doppelvergaser-Motor des 26M.

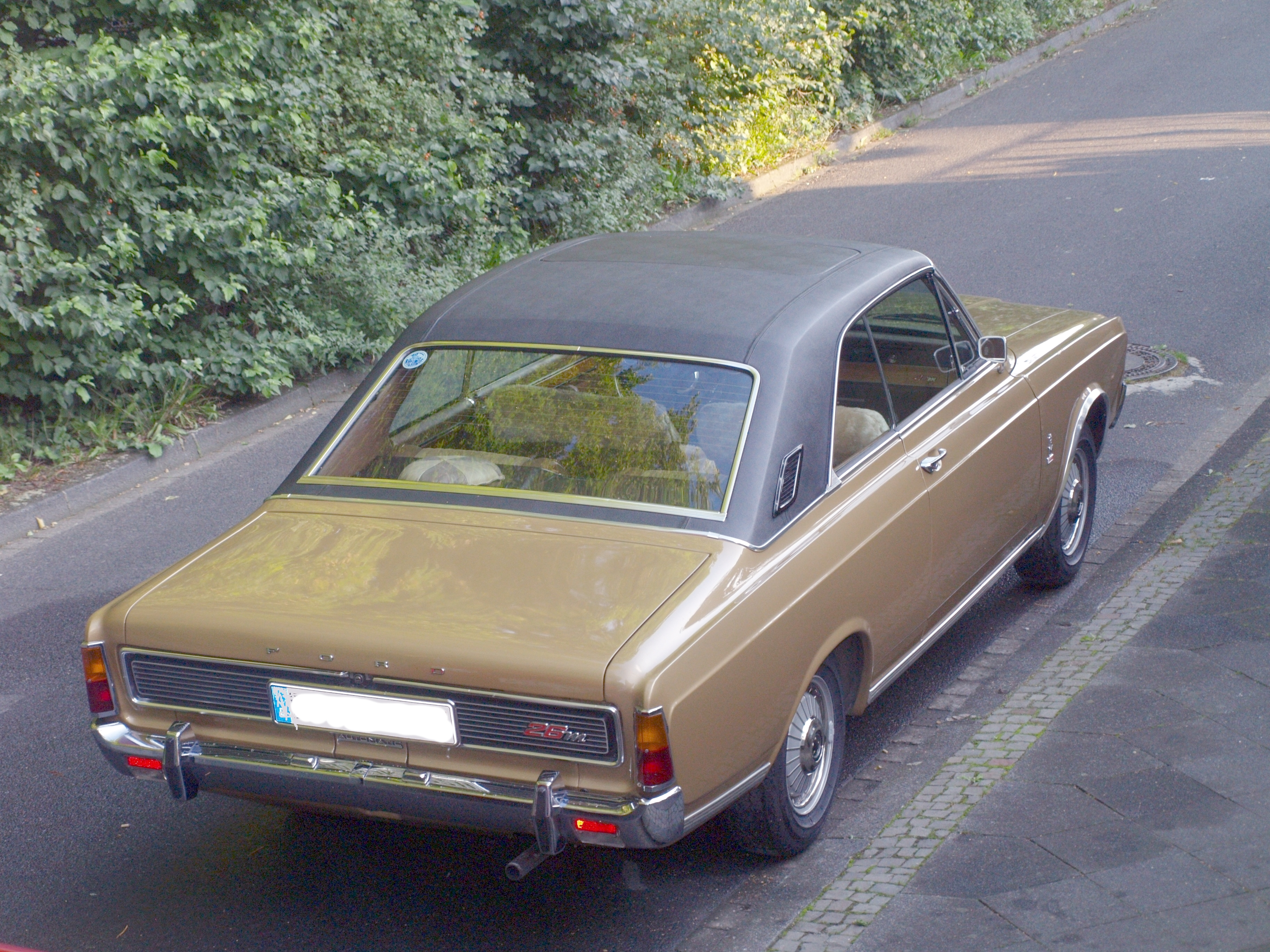
Ford 26M Coupé
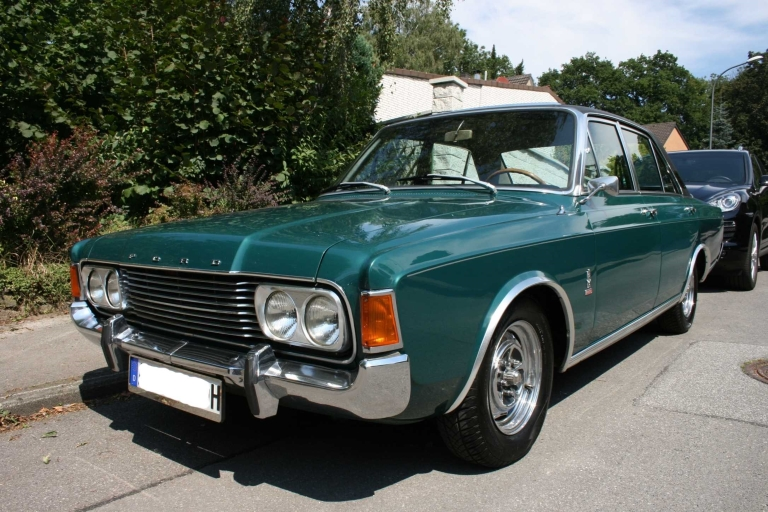
Ford 26M Limousine
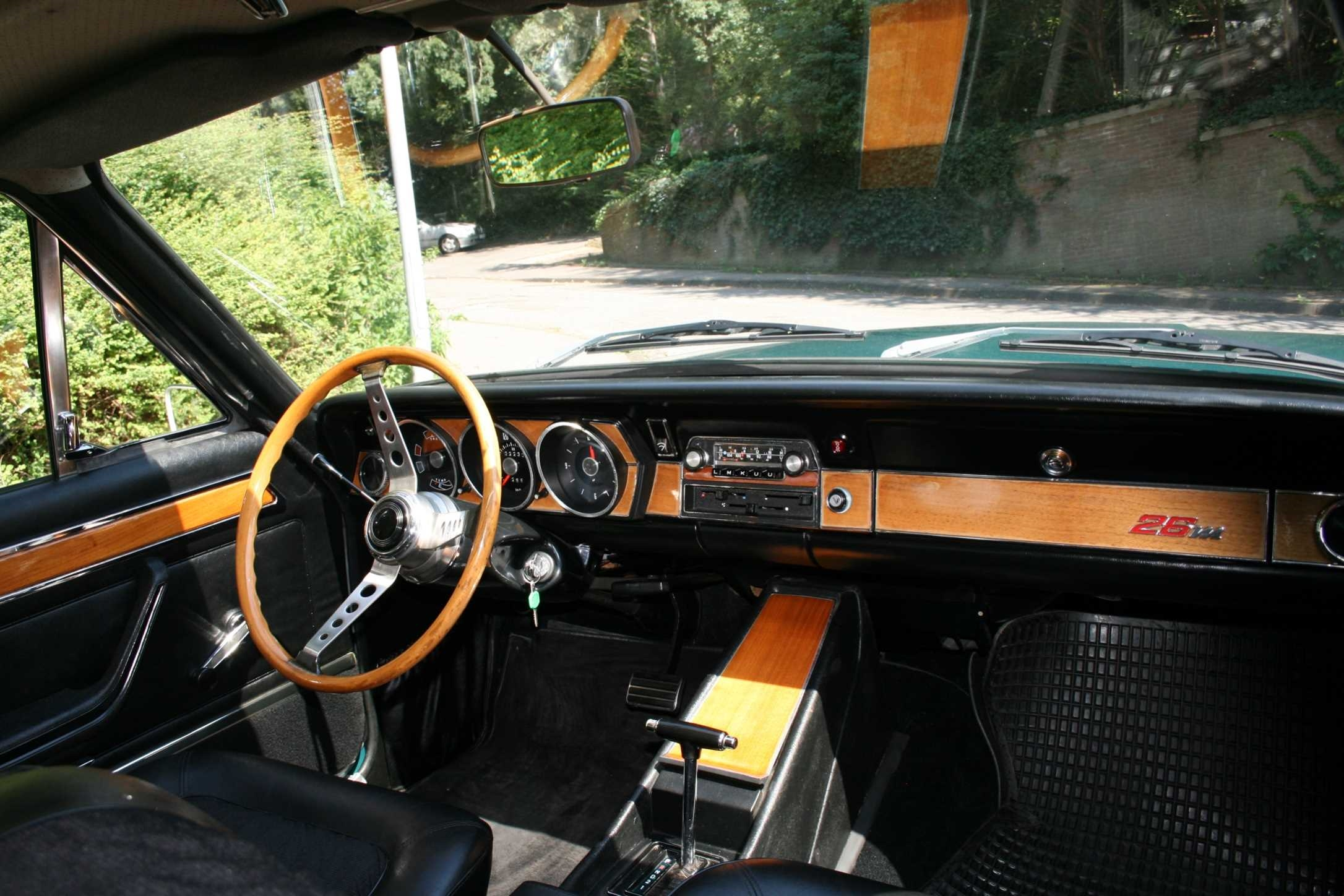
Cockpit 26M

Ford hatte für Deutschland nur den 2,6-Liter-Motor mit 125 PS (92 kW) für den 26M, während man für den Opel Commodore A zwischen diversen Motoren mit unterschiedlichen Leistungen von 95 PS (70 kW) bis 150 PS (110 kW) und Vergaser oder Benzineinspritzung wählen konnte. In Südafrika war für die dortigen Ford-20M-Modelle (Ford 20M 3000S) der stärkere 3,0-Liter-„Essex“-Motor mit 144 PS (106 kW) erhältlich. Nach dem Modellwechsel 1972 gab es diesen Motor auch in Deutschland in den Ford P7-Nachfolgemodellen Consul und Granada, allerdings nur mit 138 PS (101 kW).
Der 26M basierte auf der 20M-XL-Luxuslimousine und war mit dem neuen 2,6-Liter-HC-V6 mit 125 PS (92 kW) ausgestattet. Dieser Motor hatte einen Solex-Doppelvergaser, die Kurbelwelle arbeitete mit einem Schwingungsdämpfer. Serienmäßig war der Wagen unter anderem mit dem Automatikgetriebe, der neuen Servolenkung, den vergrößerten Scheibenbremsen, der durchgehenden Doppelauspuffanlage mit zwei verchromten Endrohren des 20M RS, mit einer neuen Kardanwelle mit Gleichlaufschiebegelenk und mit Michelin-Stahlgürtelreifen ausgerüstet. Von außen zu erkennen war er an den Halogen-Doppelscheinwerfern, dem serienmäßig kunstlederbezogenen Dach, den Radvollblenden mit Fünf-Sterne-Ornament und an der serienmäßigen tief grün getönten Wärmeschutzverglasung. Innen gab es, zusätzlich zur Ausstattung des 20M XL, noch ein serienmäßiges Blaupunkt-Frankfurt-Radio mit Überblendregler und zweitem Lautsprecher im Fond, sowie ein umfangreiches Schallschluckpaket. Serie war ebenfalls ein per Handkurbel zu öffnendes Stahlschiebedach, gegen Aufpreis auch elektrisch betrieben.
Der 26M war serienmäßig mit einem Automatikgetriebe ausgerüstet, konnte aber auch mit einem Schaltgetriebe bestellt werden. Er war als viertürige Limousine und als zweitüriges Coupé erhältlich. Zusätzlich wurde der Wagen vom Karosseriebauer Karl Deutsch auch als Cabrio angeboten. Wie oben erwähnt, wurden 8.000 Einheiten vom P7b 26M gefertigt, was angesichts von fast 570.000 produzierten P7b sehr wenig war. Allgemein als 26M bekannt, war die offizielle Fahrzeugbezeichnung in den Fahrzeugpapieren 26M XL.
Doppelscheinwerfer und grün getönte Wärmeschutzverglasung blieben exklusiv dem 26M vorbehalten, sie waren auch nicht auf Wunsch für die übrigen Modelle lieferbar. Die Servolenkung konnte jedoch ab 1969 für alle 17M (außer mit V4-Motor) und für alle 20M auf Wunsch geliefert werden. Auch der 2,6-Liter-Motor war für die 20M-Modelle auf Wunsch verfügbar (für den 20M RS erst ab September 1970). Die Höchstgeschwindigkeit betrug mit Schaltung 180, mit Automatik 175 km/h, die Beschleunigung von 0 auf 100 km/h dauerte 10,4 Sekunden. Der Verbrauch wurde mit 10,8 Litern Super angegeben. Der 26M kostete 1970 13.745 DM (entspricht 2025 rund 29.600 EUR), womit er sich ungefähr auf dem Niveau eines 20M RS mit May-Turbo befand.
Schon damals war der 26M kaum auf den Straßen zu finden. Im Jahr 2017 waren ca. 35 Stück in unterschiedlichen Zuständen und Versionen (Limousine, Coupé, Deutsch-Cabrio) in Deutschland zugelassen. Einige wenige 26M gab es noch im benachbarten Ausland. 

### Cabrio-Umbau Deutsch

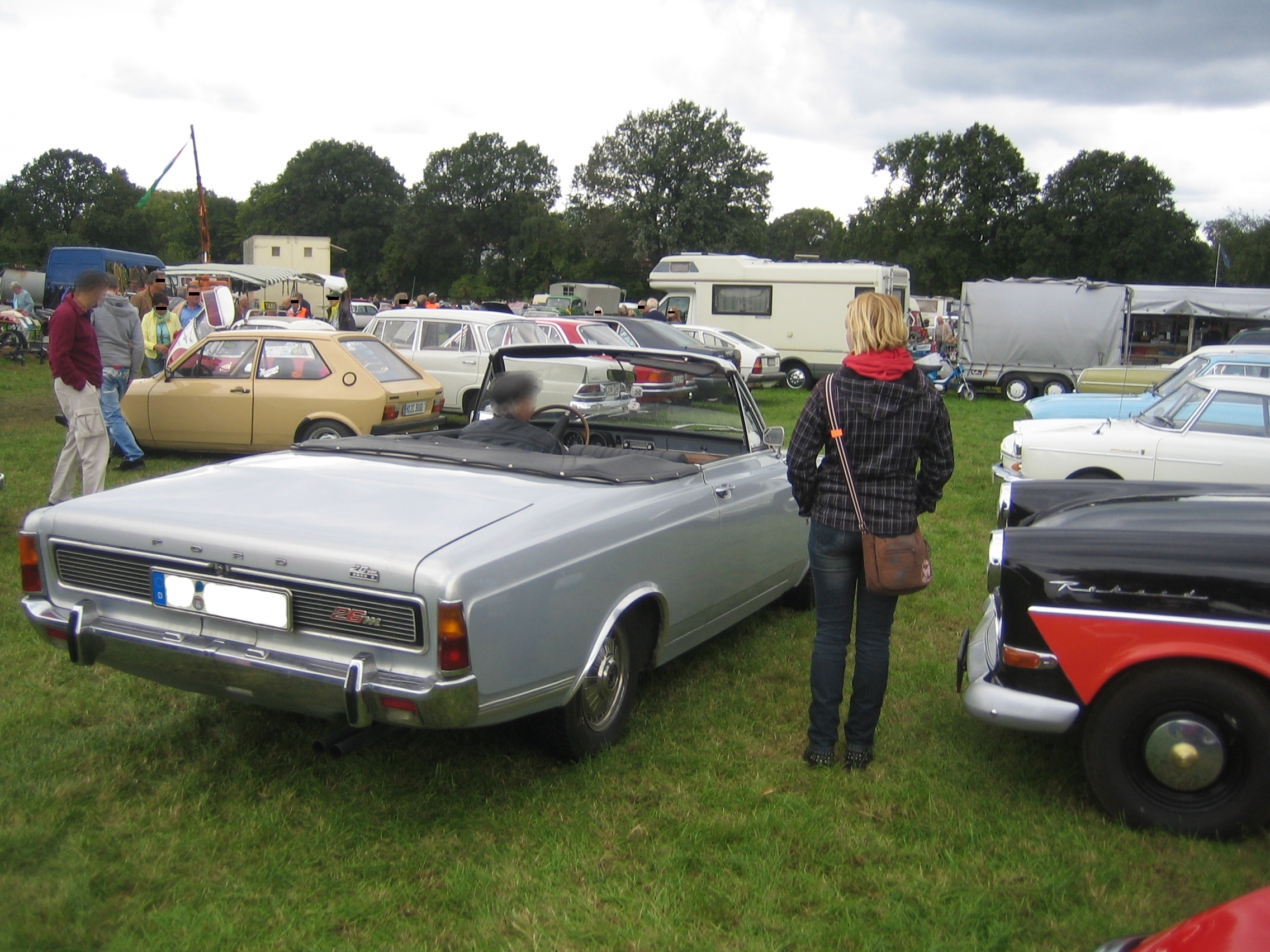
Ford 26M Deutsch Cabriolet

Das seltenste (und teuerste) Fahrzeug der P7b-Reihe war das 26M-Cabrio mit seinem vollversenkbaren Verdeck, das in Handarbeit vom Karosseriebauer Karl Deutsch in Klein(st)serie hergestellt wurde. Deutsch bekam dazu von den Ford-Werken die Karosserie des zweitürigen P7b-Coupés für den Aufbau geliefert. Für Ford war der Weg über den Karosseriebauer Deutsch günstiger, als für einige wenige Fahrzeuge eine separate Produktionslinie im Werk aufzubauen. Bedingt durch die hohe Rostanfälligkeit dieser offenen Fahrzeuge dürften in Deutschland und im Ausland nur noch wenige dieser 26M-Deutsch-Cabrios existieren. Ein 26M Deutsch-Cabrio kostete 19.500 DM (entspricht 2025 rund 42.000 EUR) und war somit rund 6.000 DM teurer als die geschlossene Variante. Für die Ford-Händler baute Deutsch 57 P7b Coupés zu Cabrios um. Dazu kommt eine unbekannte Anzahl von P7b-Gebrauchtfahrzeugen, die Deutsch für Kunden nachträglich zu Cabrios umbaute. Darunter waren auch 2-türige Limousinen. Oft fehlen bei diesen nachträglichen Umbauten die zusätzlichen Verstrebungen für die Verbesserung der Karosseriesteifigkeit. Wie viele Deutsch-Cabrios insgesamt gefertigt wurden, lässt sich somit nicht mehr feststellen.

### London–Sydney Marathon

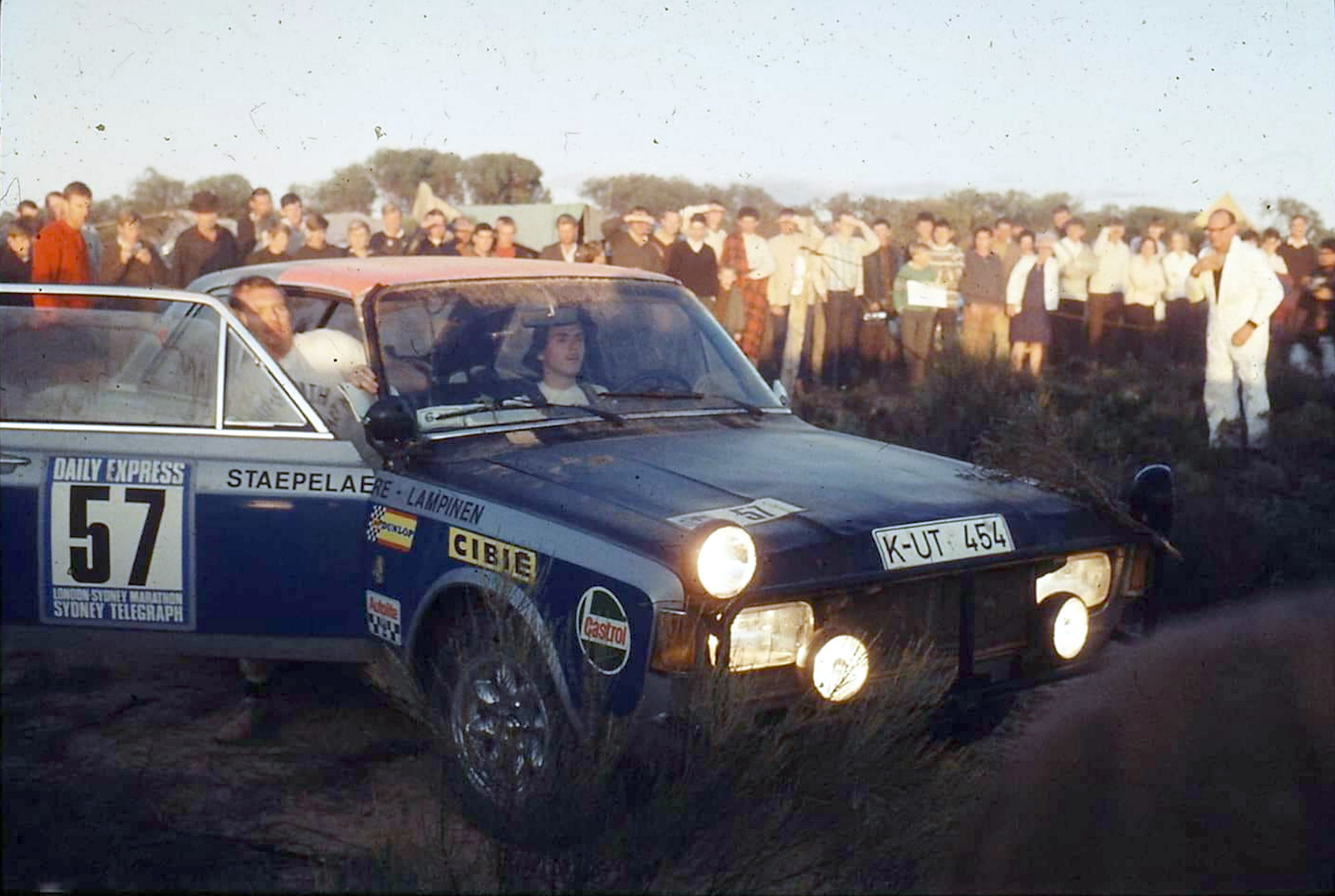
Staepelaere / Lampinen

1968 fand vom 24. November bis zum 17. Dezember 1968, der erste London-Sydney Marathon statt. Eine Langstrecken-Rallye über 16.694 km durch Europa, Asien und Australien. Obwohl Ford of Germany zu diesem Zeitpunkt keine anerkannte „Motorsport Division“ hatte, wurde beschlossen, mit drei 2-türigen Limousinen vom Typ P7b 20M RS an diesem Rennen teilzunehmen. Von den drei Ford-Teams erreichten zwei das Ziel. Die beste Platzierung mit Rang 7, von 98 in London gestarteten Fahrzeugen, errang das Team Herbert Kleint und Günther Klapproth. Das Team Gilbert Staepelaere und Simo Lampinen belegte den 16. Platz. Beide Teams auf einem 20M RS. Insgesamt erreichten 58 Teams das Ziel.

### East African Safari Rallye
1969 war Ford mit einem P7b bei einer der härtesten Rallyes der Welt erfolgreich. Ein modifizierter 20M RS belegte, mit den Fahrern Robin C. Hillyar und John 'Jock' Aird, bei der East African Safari Rallye den ersten Platz. Aber auch bei Tourenwagenrennen waren auf dem afrikanischen Kontinent speziell dafür aufgebaute 20M im Einsatz. In Südafrika waren die 20M bei Rennen sehr beliebt, so fuhr dort Eddie Keizan, ein ehemaliger Formel-1-Pilot, in den 1970er Jahren ebenfalls einen 20M.

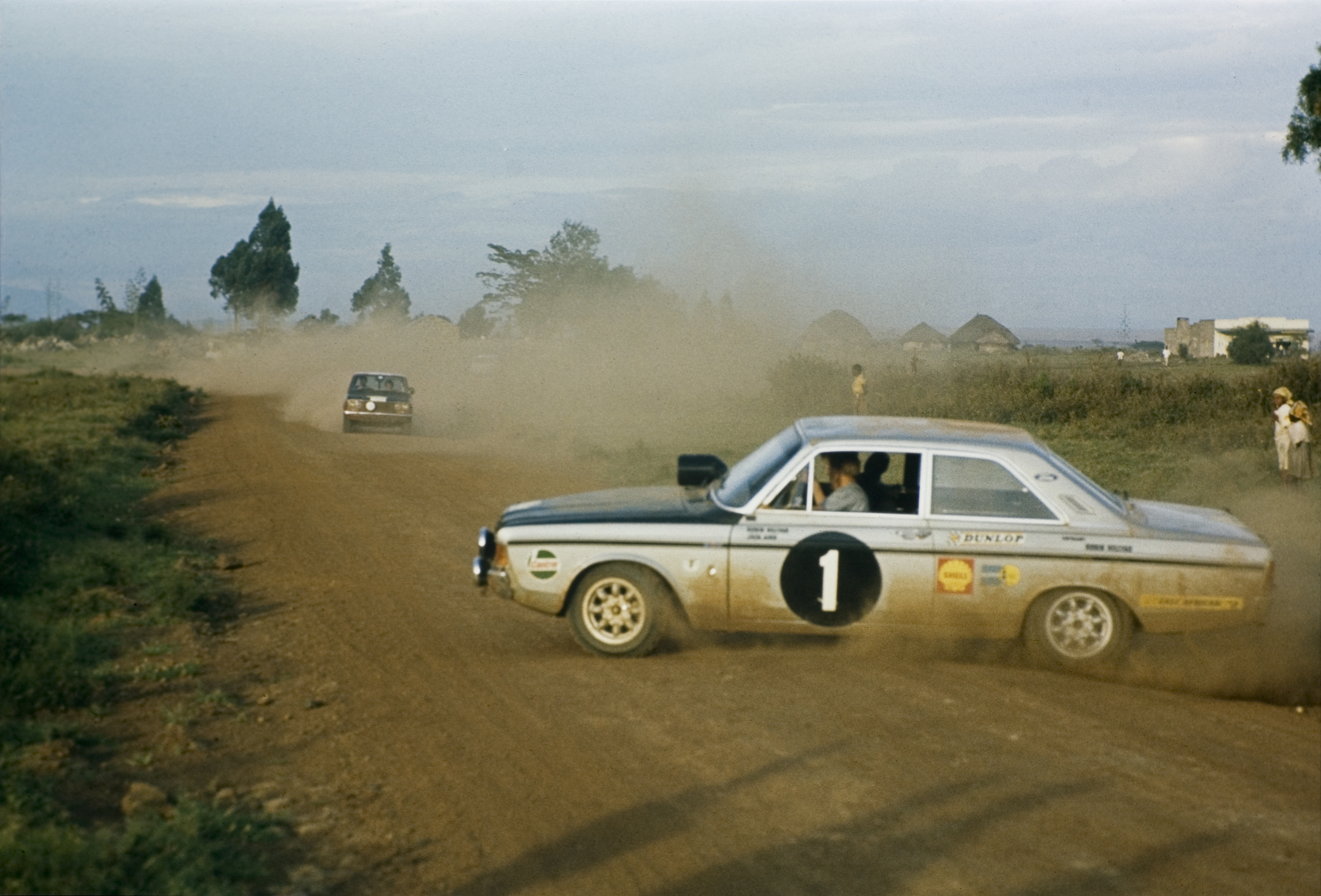
20M RS im Rallye-Einsatz
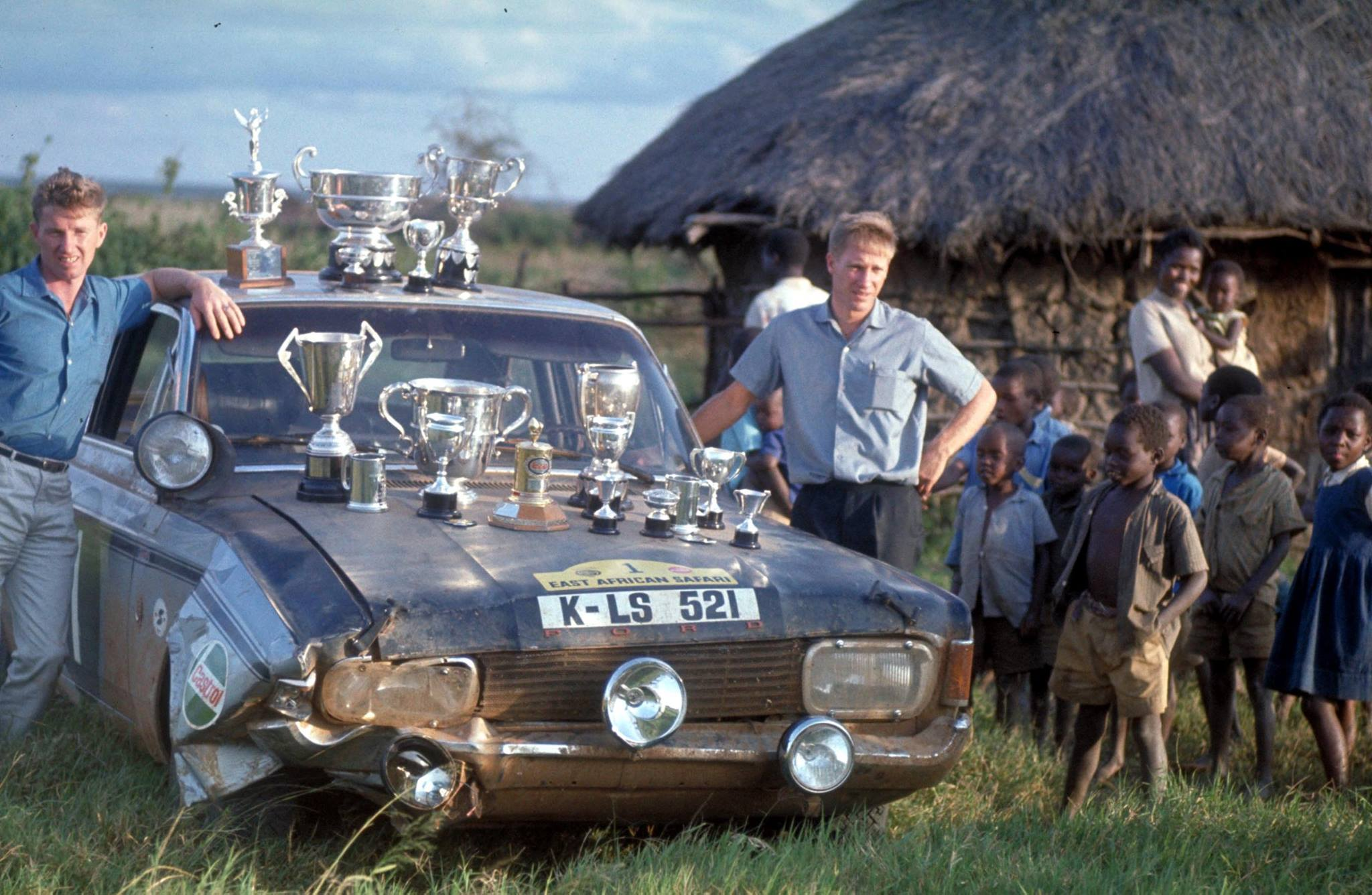
1. Platz: John Aird / Robin C. Hillyar

### Restaurierungen und Ersatzteilsituation
Trotz der überschaubaren Technik sind Restaurierungen von P7-Modellen heute aufwendig und kostspielig. Das betrifft vor allem Arbeiten an der Karosserie, die häufig substanzielle Rostschäden und andere gravierende Mängel aufweist, die nur sehr arbeitsaufwendig behoben werden können. Gute, neuwertige Originalteile sind teilweise gar nicht mehr, und wenn doch, teuer und schwer zu finden. Nicht selten müssen Ersatzteile nachgefertigt oder aufgearbeitet werden. Die Ersatzteilversorgung dieser älteren Ford-Modelle ist vergleichsweise schlechter als beispielsweise die von Volkswagen, wo die Teileversorgung für deren Klassiker wesentlich besser organisiert ist. Im Jahr 1977 gingen – bedingt durch einen Großbrand in Fords zentralem Ersatzteillager – große Teilebestände für ältere Modelle weitgehend verloren.

## Varianten

### Modellvarianten
- 17M
- 17M RS
- 20M
- 20M TS (1967–1968)
- 20M XL (ab 1968)
- 20M RS
- 26M

### Erhältliche Motorvarianten in Deutschland für den P7 (17M, 20M, 26M)

#### V4-Ottomotoren
- 1498 cm3 60 PS (44 kW) V4 LC
- 1699 cm3 65 PS (48 kW) V4 LC
- 1699 cm3 70 PS (51 kW) V4 HC
- 1699 cm3 75 PS (55 kW) V4 HC

#### V6-Ottomotoren
- 1812 cm3 82 PS (60 kW) V6 HC
- 1998 cm3 85 PS (63 kW) V6 LC
- 1998 cm3 90 PS (66 kW) V6 HC
- 2293 cm3 108 PS (79 kW) V6 HC
- 2293 cm3 125 PS (92 kW) V6 SHC
- 2550 cm3 125 PS (92 kW) V6 HC

(LC=Low Compression/niedrige Verdichtung und Normalbenzin, HC=High Compression/hohe Verdichtung und Superbenzin)

### Lizenznachbauten

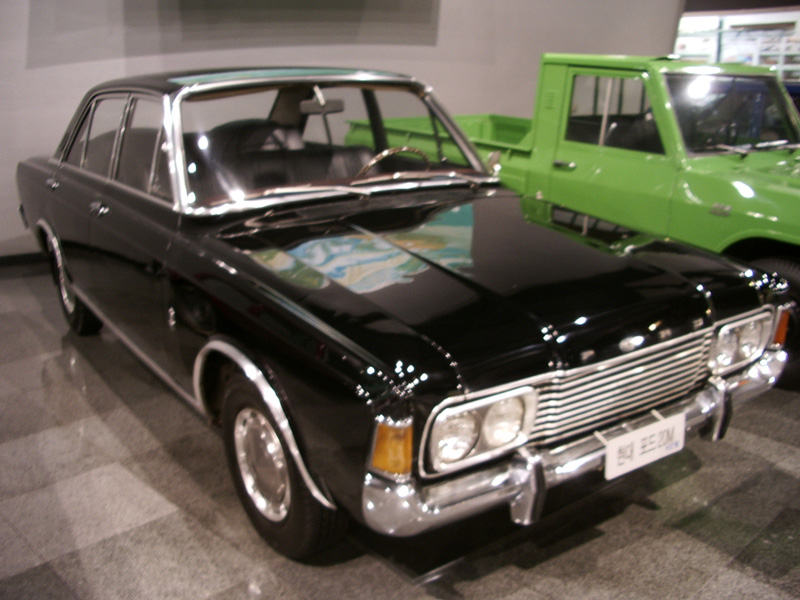
20M (Modell 7b) aus der Produktion von Hyundai

Hyundai aus Südkorea vermarktete für Ford die Modellreihe P7b in Asien und rüstete sie für die dortigen Vorschriften um.